# Pont-Aven
Pour le navire, voir Pont-Aven (cruise-ferry).
Pour les articles homonymes, voir Pont (toponyme) et Aven (homonymie).
Pont-Aven [pɔ̃tavɛn] est une commune du département du Finistère dans la région Bretagne en France. Pont-Aven est surnommée « la cité des peintres » car de nombreux peintres, dont Gauguin, William Bouguereau, Louis-Nicolas Cabat, Léon Germain Pelouse, Sébastien Charles Giraud, Paul Sébillot, ainsi que Émile Bernard y ont séjourné.

## Géographie

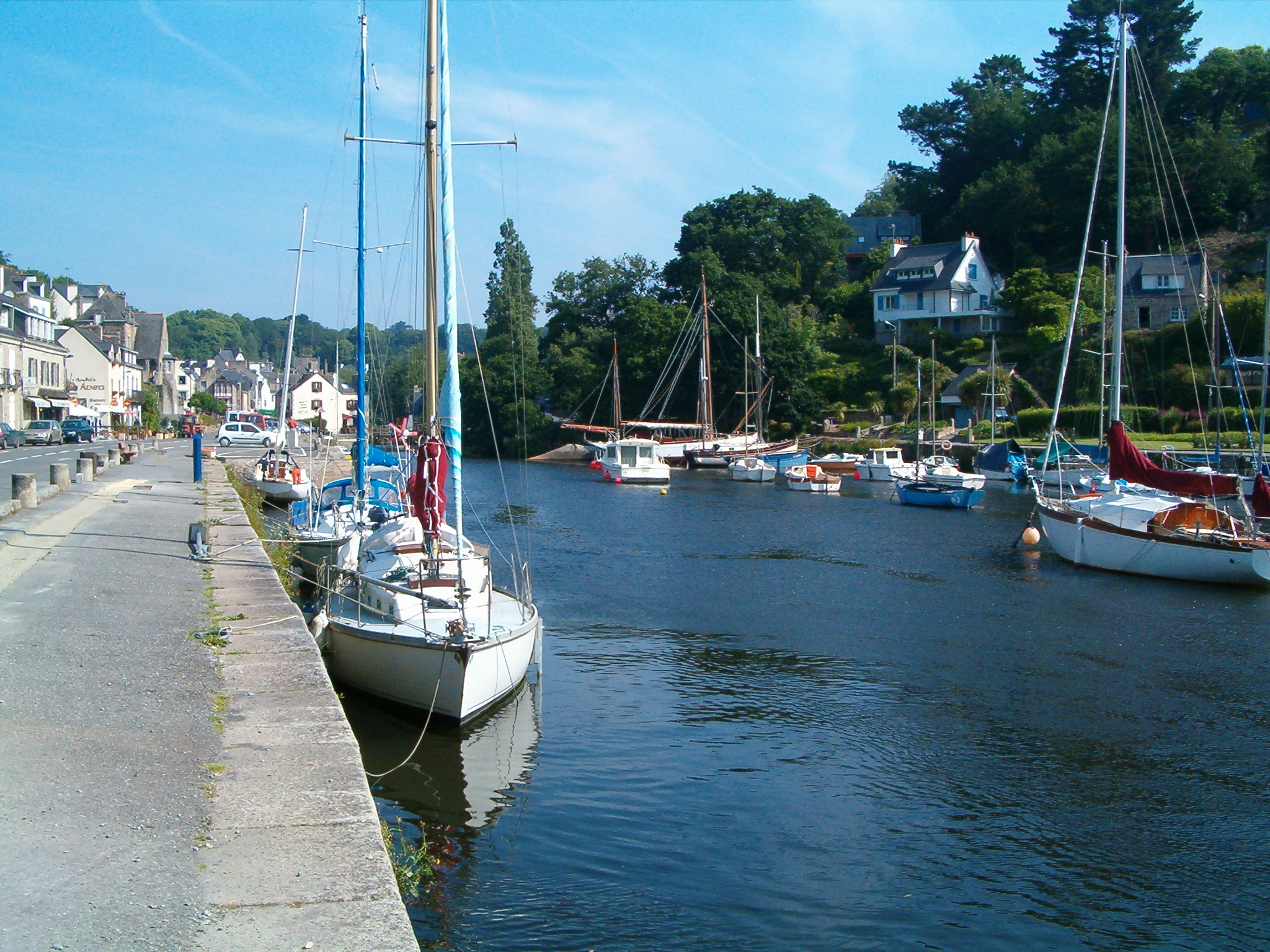
Le port de Pont-Aven.

La commune de Pont-Aven est une commune proche du littoral atlantique, bordée à l'est par le fleuve Aven. La petite ville de Pont-Aven est située au bord de cette rivière, à l'endroit où elle s'élargit en un estuaire qui forme une ria (un aber en breton), là où se trouve le dernier pont avant la mer sur ce fleuve côtier dont les eaux  dévalent des Montagnes Noires en se faufilant au milieu d'un chaos d'énormes rochers, dans un site favorable à l'implantation de nombreux moulins à eau, avant de rejoindre la mer. Autrefois les eaux de l'Aven animaient de nombreux moulins dans la petite cité. Ils sont à l'origine du dicton : « Pont-Aven, ville de renom, 14 moulins, 15 maisons ». En plus des ouvrages de pierre liés aux canaux de dérivation servant à l'alimentation en eau des moulins le spectacle des lavandières sur les berges et les îlots contribua à séduire les artistes.
Pont-Aven est une ville de fond d'estuaire, née à la jonction des eaux douces et salées, au niveau du dernier pont sur le fleuve côtier l'Aven. Ce port d'échouage de fond de ria, asséché deux fois par jour lors des marées basses, permettait un modeste trafic de gabares, lougres et chasse-marées qui pouvaient se rendre jusqu'à Quimper, Nantes, Bordeaux ou même Cardiff dans le dernier quart du XIXe siècle pour y acheminer des pommes de terre et y charger du charbon. La navigation dans la ria de l'Aven, où affleurent de nombreux bancs de vase molle, était parsemée d'embûches, y compris à hauteur de l'Océan Atlantique pour le franchissement de la barre de Port Manec'h. Ce n'est plus désormais qu'un port de plaisance.
« Pont-Aven étant établie dans une vallée entre deux collines abondamment boisées, s'ouvrant vers le sud et la mer, le climat y est tempéré, favorable au travail en plein air » remarque Henry Blackburn, ce qui a contribué à y attirer les peintres.
| Melgven | Rosporden | Bannalec       |
|         | Pont-Aven |                |
| Trégunc | Névez     | Riec-sur-Bélon |

La commune de Pont-Aven englobe en outre de vastes portions de territoire non urbanisés qui appartenaient à la commune de Nizon avant qu'elle ne fusionne en 1954 avec celle de Pont-Aven. De nombreux villages parsèment cet espace. Le bourg de Nizon, ancien chef-lieu de commune, constitue la seconde agglomération en importance. Au nord de la ville, surplombant l'Aven, se trouve le "Bois d'Amour".
| - Carte topographique de la commune de Pont-Aven. |

### Hydrographie
Pour un article plus général, voir Réseau hydrographique du Finistère.
La commune est située dans le bassin Loire-Bretagne. Elle est drainée par l'Aven, un bras de l'Aven, le Stêr Goz, le Pont Quoren et divers autres petits cours d'eau,.
L'Aven, d'une longueur de 39 km, prend sa source dans la commune de Coray et se jette  dans l'Océan Atlantique en limite de Riec-sur-Bélon et de Névez, après avoir traversé huit communes. Les caractéristiques hydrologiques de l'Aven sont données par la station hydrologique située sur la commune. Le débit moyen mensuel est de 3,88 m3/s. Le débit moyen journalier maximum est de 43,5 m3/s, atteint lors de la crue du 13 décembre 2000. Le débit instantané maximal est quant à lui de 55,9 m3/s, atteint le même jour.

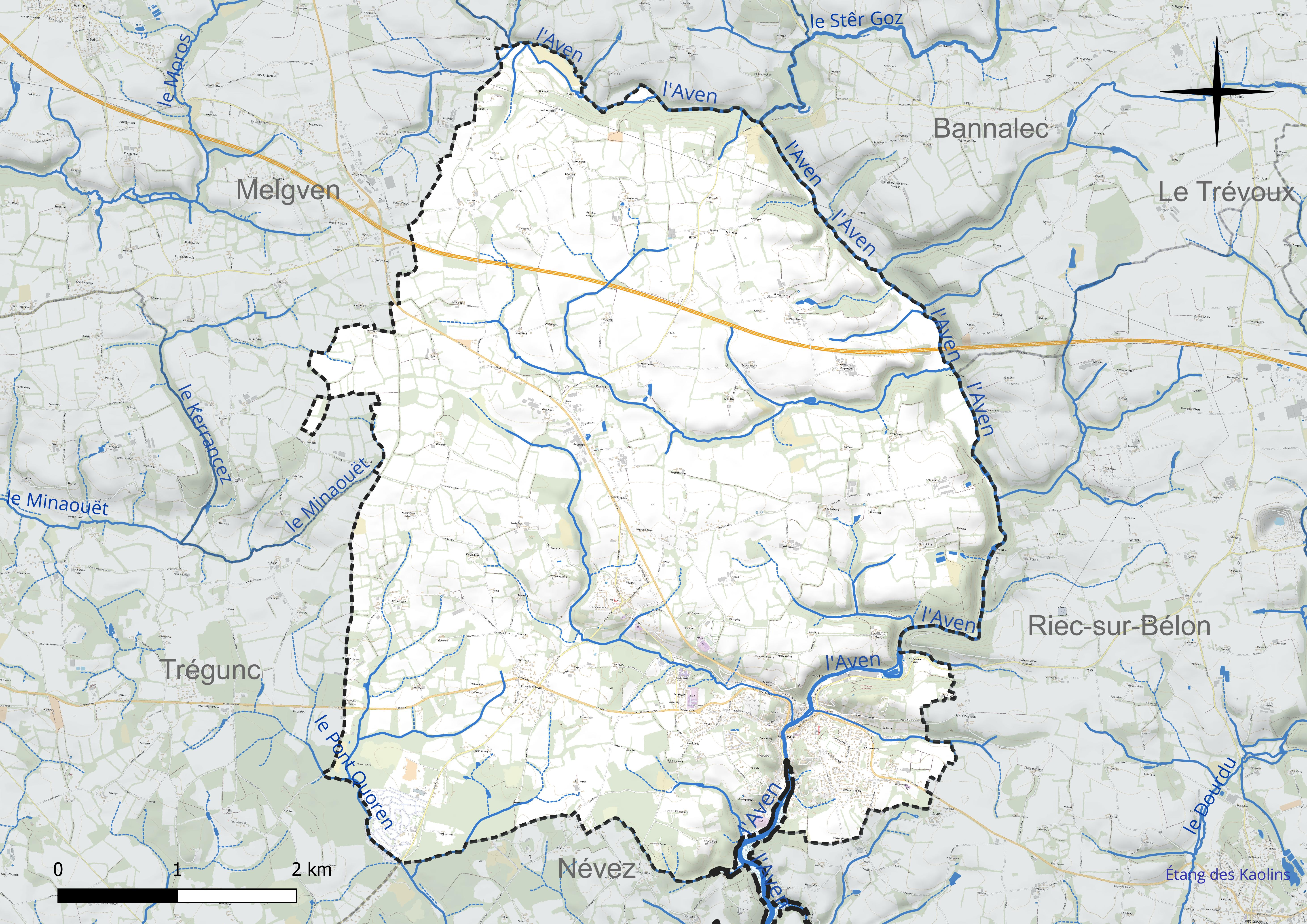
Réseau hydrographique de Pont-Aven.

Le Stêr Goz, d'une longueur de 21 km, prend sa source dans la commune de Scaër et se jette  dans l'Aven sur la commune, après avoir traversé quatre communes. Les caractéristiques hydrologiques du Stêr Goz sont données par la station hydrologique située sur la commune de Bannalec. Le débit moyen mensuel est de 1,62 m3/s. Le débit moyen journalier maximum est de 22 m3/s, atteint lors de la crue du 12 décembre 2000. Le débit instantané maximal est quant à lui de 29 m3/s, atteint le même jour.

### Climat
Pour des articles plus généraux, voir Climat de la Bretagne et Climat du Finistère.
En 2010, le climat de la commune est de type climat océanique franc, selon une étude du CNRS s'appuyant sur une série de données couvrant la période 1971-2000. En 2020, Météo-France publie une typologie des climats de la France métropolitaine dans laquelle la commune est exposée à un climat océanique et est dans la région climatique  Bretagne orientale et méridionale, Pays nantais, Vendée, caractérisée par une faible pluviométrie en été et une bonne insolation. Parallèlement l'observatoire de l'environnement en Bretagne publie en 2020 un zonage climatique de la région Bretagne, s'appuyant sur des données de Météo-France de 2009. La commune est, selon ce zonage, dans la zone « Intérieur », exposée à un climat médian, à dominante océanique.
Pour la période 1971-2000, la température annuelle moyenne est de 11,8 °C, avec  une amplitude thermique annuelle de 11 °C. Le cumul annuel moyen de précipitations est de 1 056 mm, avec 15,1 jours de précipitations en janvier et 7,6 jours en juillet. Pour la période 1991-2020, la température moyenne annuelle observée sur la station météorologique la plus proche, située sur la commune de Trégunc à 8 km à vol d'oiseau, est de 12,1 °C et le cumul annuel moyen de précipitations est de 1 214,4 mm,. Pour l'avenir, les paramètres climatiques de la commune estimés pour 2050 selon différents scénarios d'émission de gaz à effet de serre sont consultables sur un site dédié publié par Météo-France en novembre 2022.

## Urbanisme

### Typologie
Au 1er janvier 2024, Pont-Aven est catégorisée bourg rural, selon la nouvelle grille communale de densité à 7 niveaux définie par l'Insee en 2022.
Elle appartient à l'unité urbaine de Pont-Aven, une unité urbaine monocommunale constituant une ville isolée,. La commune est en outre hors attraction des villes,.
La commune, bordée par l'océan Atlantique, est également une commune littorale au sens de la loi du 3 janvier 1986, dite loi littoral. Des dispositions spécifiques d'urbanisme s'y appliquent dès lors afin de préserver les espaces naturels, les sites, les paysages et l'équilibre écologique du littoral, tel le principe d'inconstructibilité, en dehors des espaces urbanisés, sur la bande littorale des 100 mètres, ou plus si le plan local d'urbanisme le prévoit.

### Occupation des sols

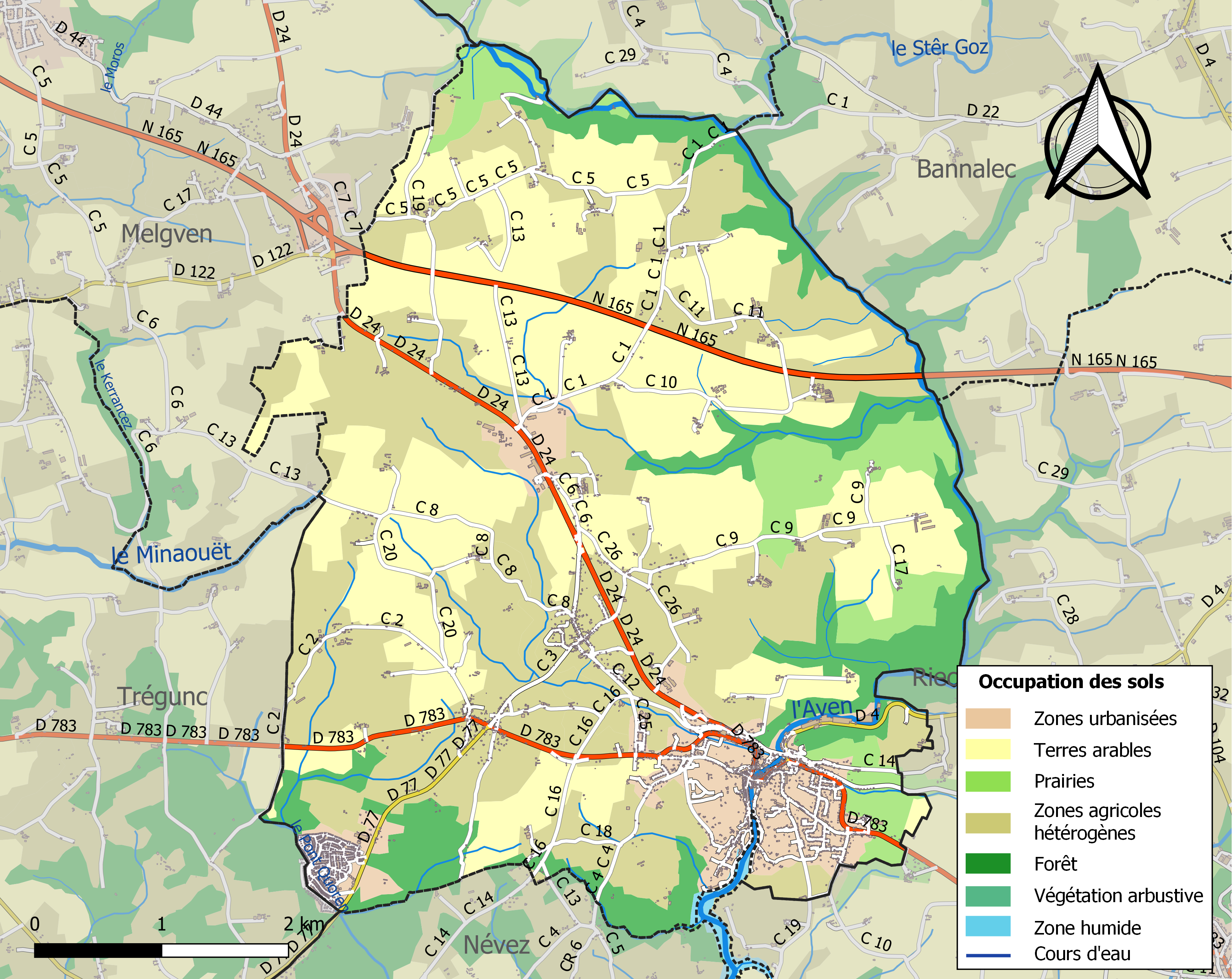
Carte des infrastructures et de l'occupation des sols de la commune en 2018 (CLC).

Le tableau ci-dessous présente l'occupation des sols détaillée de la commune en 2018, telle qu'elle ressort de la base de données européenne d'occupation biophysique des sols Corine Land Cover (CLC).
| Type d'occupation                                                                   | Pourcentage | Superficie (en hectares) |
| ----------------------------------------------------------------------------------- | ----------- | ------------------------ |
| Tissu urbain discontinu                                                             | 5,9 %       | 169                      |
| Zones industrielles ou commerciales et installations publiques                      | 1,2 %       | 34                       |
| Équipements sportifs et de loisirs                                                  | 1,3 %       | 38,5                     |
| Terres arables hors périmètres d'irrigation                                         | 34,6 %      | 989                      |
| Prairies et autres surfaces toujours en herbe                                       | 6,3 %       | 181                      |
| Systèmes culturaux et parcellaires complexes                                        | 36,8 %      | 1052                     |
| Surfaces essentiellement agricoles interrompues par des espaces naturels importants | 2,3 %       | 66                       |
| Forêts de feuillus                                                                  | 7,7 %       | 219                      |
| Forêts mélangées                                                                    | 3,7 %       | 107                      |
| Estuaires                                                                           | 0,1 %       | 2,5                      |
| Source : Corine Land Cover                                                          |             |                          |

## Toponymie
Du vieux-breton aven qui signifie rivière, rivière de Pont-Aven, en breton modern Pont-Aën et dont l'une des sources est située près du village de Pen-Aven.

## Histoire

### Préhistoire
Le territoire communal possède et surtout possédait plusieurs monuments mégalithiques : l'allée couverte du Moulin René est désormais très endommagée et les deux dolmens de Coat-Luzuen sont les restes d'une ancienne allée couverte. Le menhir de Kérangosquer, qui a 5 mètres de hauteur, a été christianisé, une croix gravée se trouve sur son côté est.

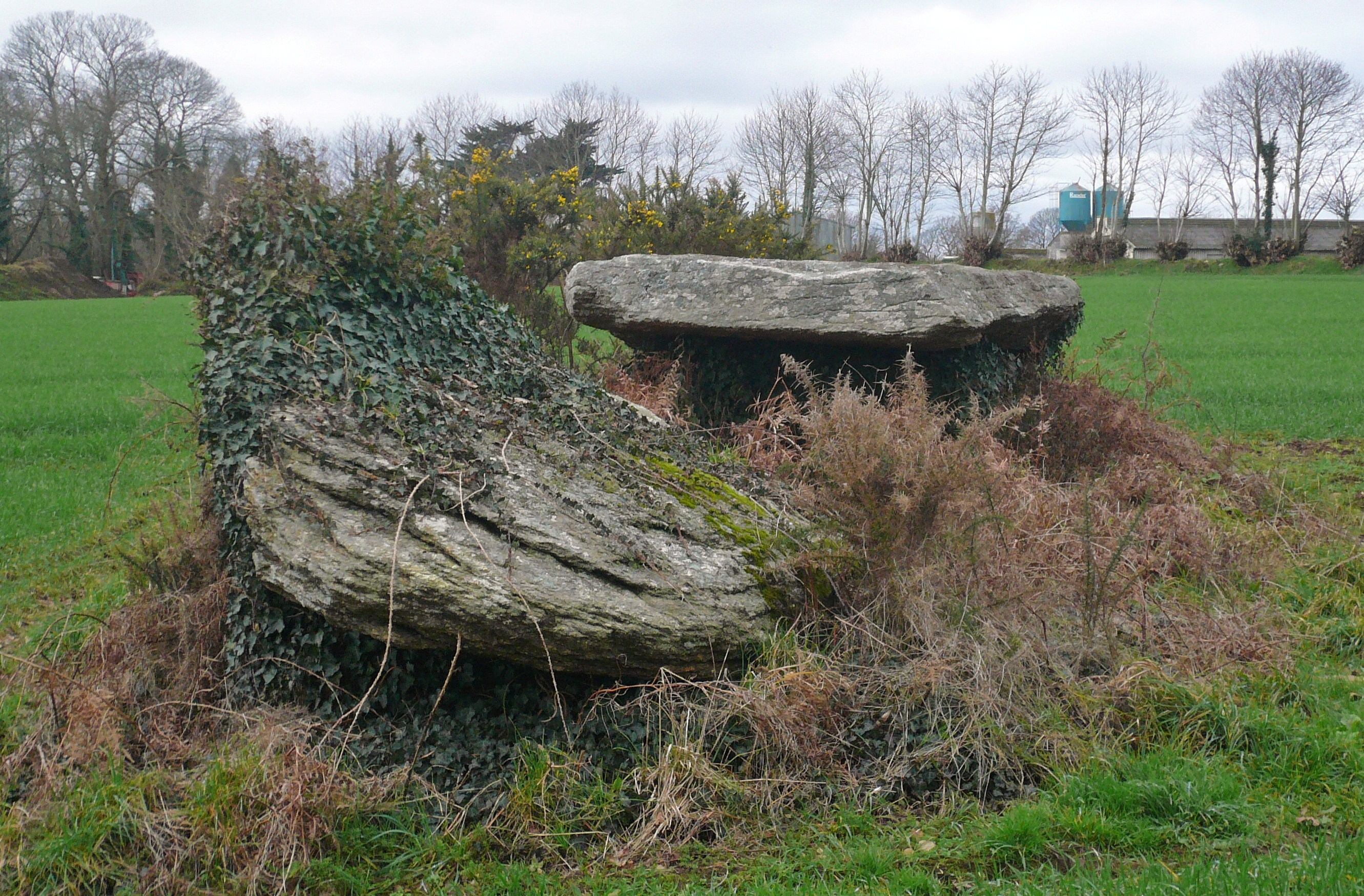
Les dolmens de Coat-Luzuen.
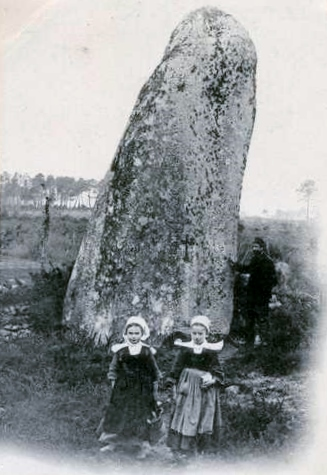
Le grand menhir de Kerangosquer en 1902, carte postale Villard.
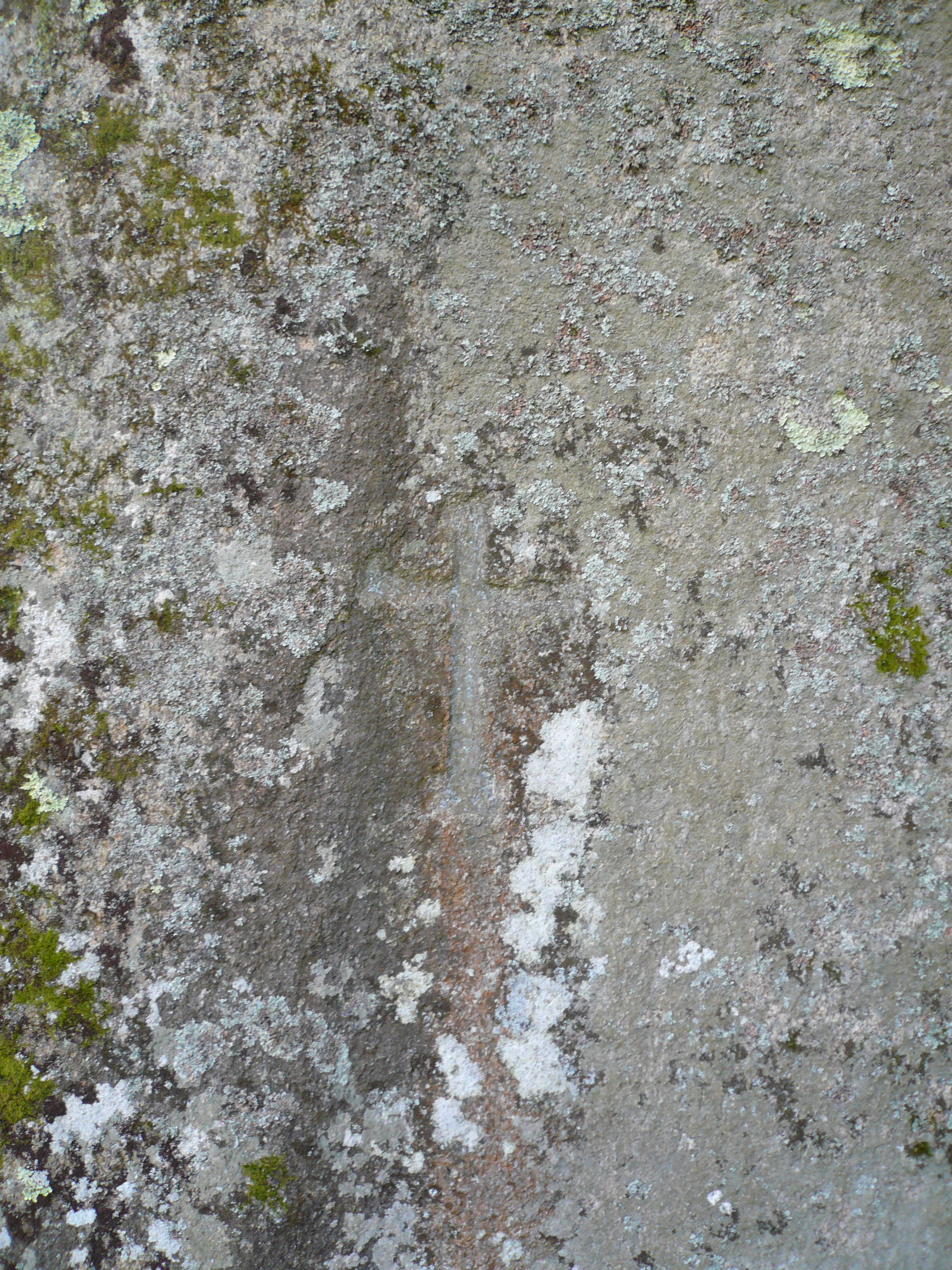
Croix chrétienne gravée sur le grand menhir de Kerangosquer.

Selon le Chevalier de Fréminville, un autre menhir, haut de 5,60 mètres, se trouvait non loin dans la lande de Kerveguelen ; il était entouré de gros blocs de pierre brute, posés à nu sur le sol, et appelés par les paysans "carneillou" en breton, ce qui signigie littéralement "lieu où se trouvent des ossements" ; chaque carneillou marquerait donc un emplacement de tombe.
D'autres se trouvaient au nord de l'ancienne commune de Nizon. L'ancienne forêt de Lusuen [Luzuen] (son nom même signifie "charme" ou "sortilège") renferme plusieurs monuments mégalithiques : le Chevalier de Fréminville cite deux dolmens voisins, l'un dont la table plate-forme est formée d'une seule pierre, de 6,26 m de longueur sur 3,30 m de largeur, qui repose sur huit pierres verticales disposées en parallélogramme et est haut de 1,65 mètre ; la table de l'autre n'a que 3,76 m de long et 2,41 m dans sa plus grande largeur et est supportée par quatre pierres debout. En descendant dans une vallée au-dessous du manoir de Kermadéoua, il décrit un troisième dolmen [en fait une allée couverte d'après la description qu'il en fait] de 12,87 mètres de long et dont la plate-forme est composée de deux pierres, dont la plus grande est cassée en deux. Il cite encore un autre dolmen qui se trouve à une lieue de Kermadéoua, près la lisière de la forêt, dans un petit champ appelé Kerambruno, dont la table supérieure à 3,96 mètres de long, sur 2,31 m de large et est supportée par 4 piliers. Selon le Chevalier de Fréminville, sa table est fortement inclinée  « pour faciliter l'écoulement du sang des victimes humaines que les Druides immolaient sur ces autels barbares » [cette assertion est fausse, mais le chevalier est victime des croyances de son temps]. Il cite encore un autre dolmen [là encore une allée couverte en fait], situé sur une hauteur dominant la vallée de l'Aven, près du hameau de Kerroc'h, long de 16,50 mètres, mais déjà alors en piteux état (ses soutiens verticaux n'existent plus que d'un seul côté et deux des pierres de sa plate-forme sont en partie renversées) ;
l'intérieur était partagé en deux chambres.

### Moyen Âge
Pont-Aven, ainsi que Nizon, sont issues du démembrement de la paroisse de Melgven. Pont-Aven, qui dépendait de l'évêché de Cornouaille, fut une simple trève de Nizon jusqu'à la Révolution française, une partie de son territoire dépendant de la paroisse de Riec-sur-Belon.

### Époque moderne
Pont-Aven est ainsi décrit en 1636 par François-Nicolas Baudot, sieur du Buisson et d'Aubenay (l'orthographe a été respectée) : 

« […] Le bourg de Pont-d'Aven, par où passe la rivière Aven qui vient d'au-dessus de Rosporden. Elle donne le nom au bourg, [parce] que l'on y passe, toute pleine de rochers qu'elle est, sur un pont de 15 ou 20 pas ; elle s'en va, demi-lieue au-dessous, dans la mer où elle forme un port de barre, comme celuy de Bellon, à l'entrée duquel entrent les vaisseaux de trois cents tonneaus, mais non plus avant, et n'en vient aucun jusqu'à Pont-d'Aven. Le bourg apartient à Mr de la Porte Neuve, du surnom de Guer, qui a là ses armes en un posteau […] »

Cette commune est citée à l'occasion de la révolte des Bonnets rouges survenue en Bretagne en 1675.

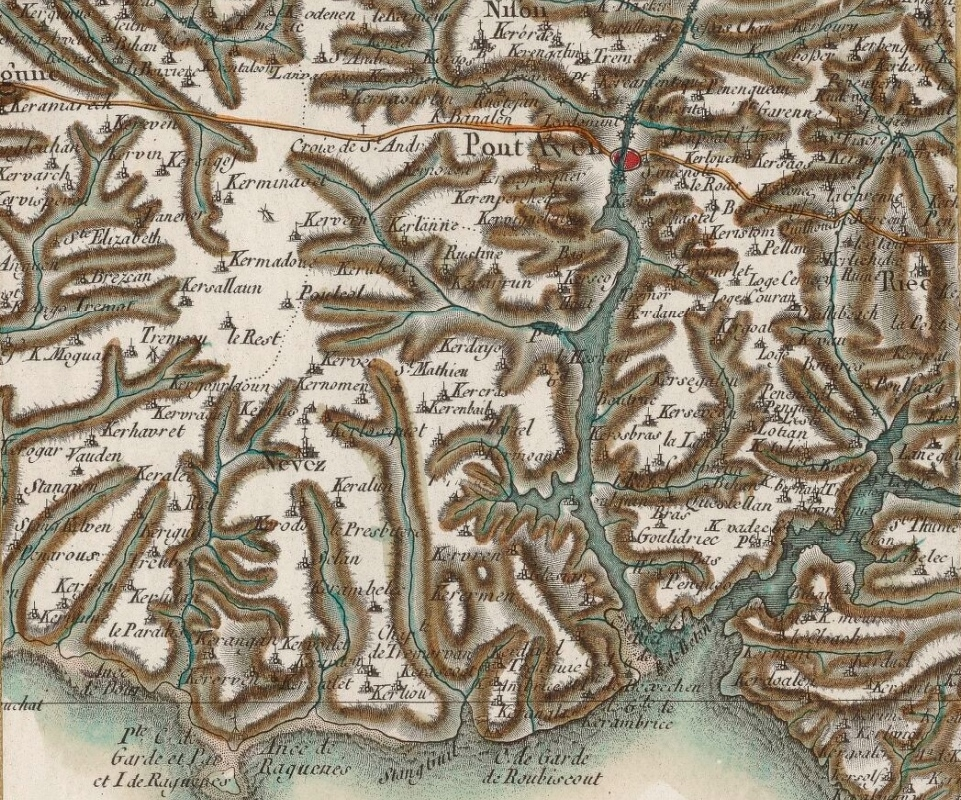
Carte de Cassini (1783) : région de Pont-Aven et Névez.

Le constitutionnel Jacques Cambry, véritable touriste avant l'heure, visita la petite cité en 1794. Dans ce passage extrait de son ouvrage Voyage dans le Finistère il nous donne un bref aperçu de celle-ci telle qu'elle était il y a deux siècles. Il est loin de rester insensible au charme des lieux :

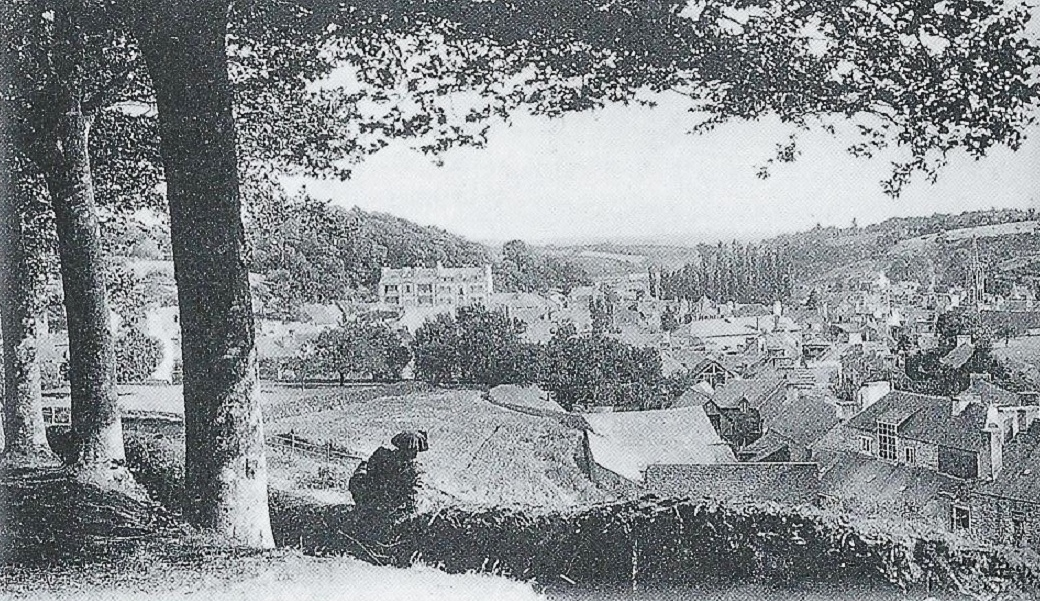
Le bourg de Pont-Aven au début du XXe siècle.

« Ce petit port de mer est le séjour le plus capricieux. […] Il est placé, dans l'eau sur des rochers, aux pieds de deux monts élevés, sur lesquels sont semés d'énormes blocs arrondis, de granit, qui semblent prêt à se détacher : ils servent de pignons à des chaumières, de murs à de petits courtils. Ces blocs, descendus des montagnes, gênent le cours de la rivière, qui bondit contre tant d'obstacles. Des moulins, placés sur ses rives, s'en sont servis comme d'appui, pour y placer l'essieu de leurs rouages : des ponts de bois les réunissent ; les coteaux d'alentour sont habités, boisés, et d'un aspect extraordinaire, singulièrement variés ; le bruit des eaux, le bruit de vingt cascades étourdissent le voyageur, comme les moulins à foulon de Dom-Quichotte, comme les chutes d'eau de la Suisse et de la Savoie. »

### La Révolution française
Pont-Aven a été érigée en commune en 1790. Le 13 mai 1791, l'Assemblée nationale décide que l'église de Pont-Aven sera conservée comme simple succursale de celle de Nizon.
Le 28 messidor an II (16 juillet 1795) un débarquement de 3 000 chouans a lieu à Raguénès en Névez, sous les ordres de Jean Jan, pour faire diversion au moment du débarquement de Quiberon et prendre à revers les troupes républicaines du général Hoche. « Les chouans s'emparèrent sans obstacle des batteries de la côte et occupèrent la petite ville de Pont-Aven. Ils s'y ravitaillaient quand trois-cents républicains commandés par le capitaine Huard, passèrent la rivière [l'Aven] et se portèrent rapidement en arrière de la ville, qui fut en même temps attaquée de l'autre côté. Surpris, les chouans firent retraite sur Tréméven et Arzano ; la nuit suivante, ils gagnèrent Plouay, rentrèrent dans le Morbihan et se dispersèrent dans leurs foyers sans autres pertes, mais aussi sans résultat ».
Jacques Cambry décrit ainsi Pont-Aven en 1795 : 

« La commune de ce nom est à trois-quarts de lieues dans les terres. Des bâtimens de cinquante à soixante-dix tonneaux peuvent se rendre tout chargés jusqu'à l'espèce de quai, pratiqué par les habitans, qu'il seroit très-utile de réparer, de continuer jusqu'à l'Islot, sur une distance de deux cents toises. Des bâtimens de cent-cinquante tonneaux pourroient alors se charger à Pontaven. Je n'ai rien vu de brisé, de rompu, de cahoteux, comme la rue qui conduit au quai : elle est placée sur des rochers, dont les blocs inégaux font faire aux roues, des chutes de dix-huit pouces ; sans les efforts des hommes qui les conduisent, jamais les animaux ne pourroient faire franchir à leurs voitures, même à vide, des pas si dangereux. »

Le même auteur précise encore :

« Les grains, fromens, seigles, avoines sont à la base du commerce de Pontaven. Ils s'exportent à l'Orient, à Nantes, à Bordeaux ; on y vendoit beaucoup de bestiaux, une grande quantité de dindons, de canards, de volailles de toute espèce. […] Point d'hospice, point de médecin, point de chirurgien, point d'accoucheuses à Pontaven. Des paysannes se chargent de cette dernière fonction, tuent l'enfant qu'elles arrachent, en estropiant sa mère. A la connoissance du citoyen Decourbes, maire de Pontaven, plus de cent-cinquante enfans, en dix-huit ans, sont morts de cette manière. Les mêmes accidens ont lieu dans Riec et Nison, dans toutes les communes environnantes. Il y a douze foires à Pontaven, et cinquante-deux marchés par an ; on s'y porte avec une telle affluence, qu'il faut une heure, quelquefois, pour traverser cette petite ville. »

La pêche dans la rivière de Pont-Aven était alors très pratiquée :

« La rivière de Pontaven est poissonneuse. Elle abonde en saumons excellens, préférés à ceux-même de Quimperlé. Les meuniers se permettent un abus qu'on devroit détruire, en les punissant sévèrement ; ils prennent dans des poches une multitude de petits saumons, qu'ils nomment glésils, dont ils nourrissent leurs pourceaux. Sur les rivages de la mer, on trouve un genre de palourdes (...) en une telle abondance qu'on peut en prendre jusqu'à quarante tonneaux par mois. »

### LeXIXesiècle

#### Un village traditionnellement pauvre

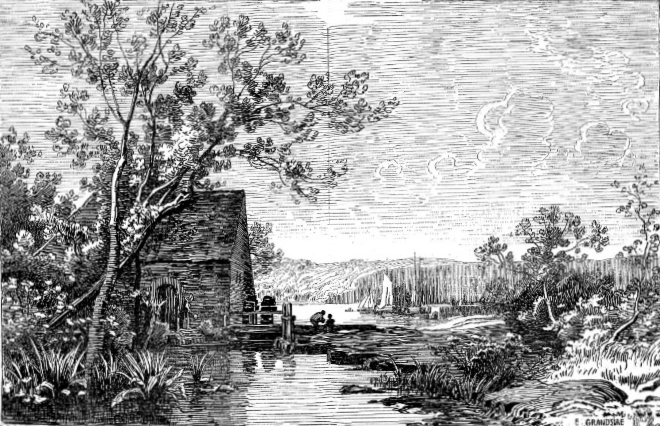
Pierre-Eugène Grandsire, Le Moulin Simoneau à Pont-Aven, dessin d'après son tableau exposé au Salon de 1877.

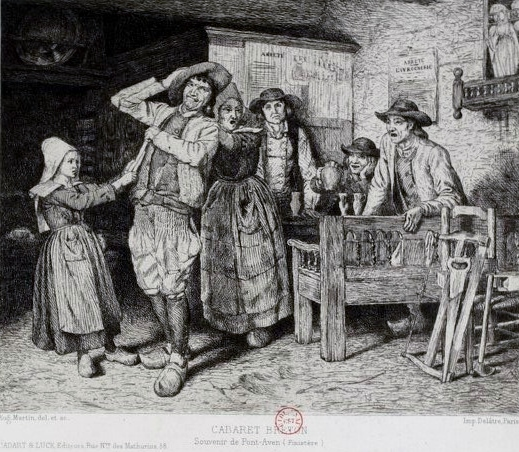
Eugène Martin, Cabaret breton. Souvenir de Pont-Aven (1868), gravure.

La petite ville de Pont-Aven ne comptait que 720 habitants en 1800. La population masculine âgée de plus de 11 ans était de 198 individus. Le recensement de l'an VIII nous fournit la profession exercée par 170 d'entre eux. Les artisans et les commerçants sont de loin les plus nombreux. On compte 12 bouchers, 8 meuniers et 4 garçons meuniers, 8 menuisiers, 6 cabaretiers et 2 aubergistes, 6 maréchaux ferrants, 6 cordonniers, 5 tailleurs d'habits, 4 tisserands, 3 marchands dont un de drap, 3 taillandiers, 2 fourniers, 2 moulageurs (charpentiers chargés de l'entretien des moulins), 2 perruquiers, 1 barbier, 1 charron et 1 serrurier. Les métiers liés à la mer sont également assez bien représentés avec 27 marins et 2 canonniers. Les métiers liés au travail de la terre sont aussi représentés avec 6 cultivateurs, 1 laboureur et 13 journaliers. La ville abrite aussi quelques fonctionnaires puisqu'il y a 7 douaniers. Enfin on dénombre deux hommes de loi et un officier de médecine. Par contre il n'y a pas de maître d'école.

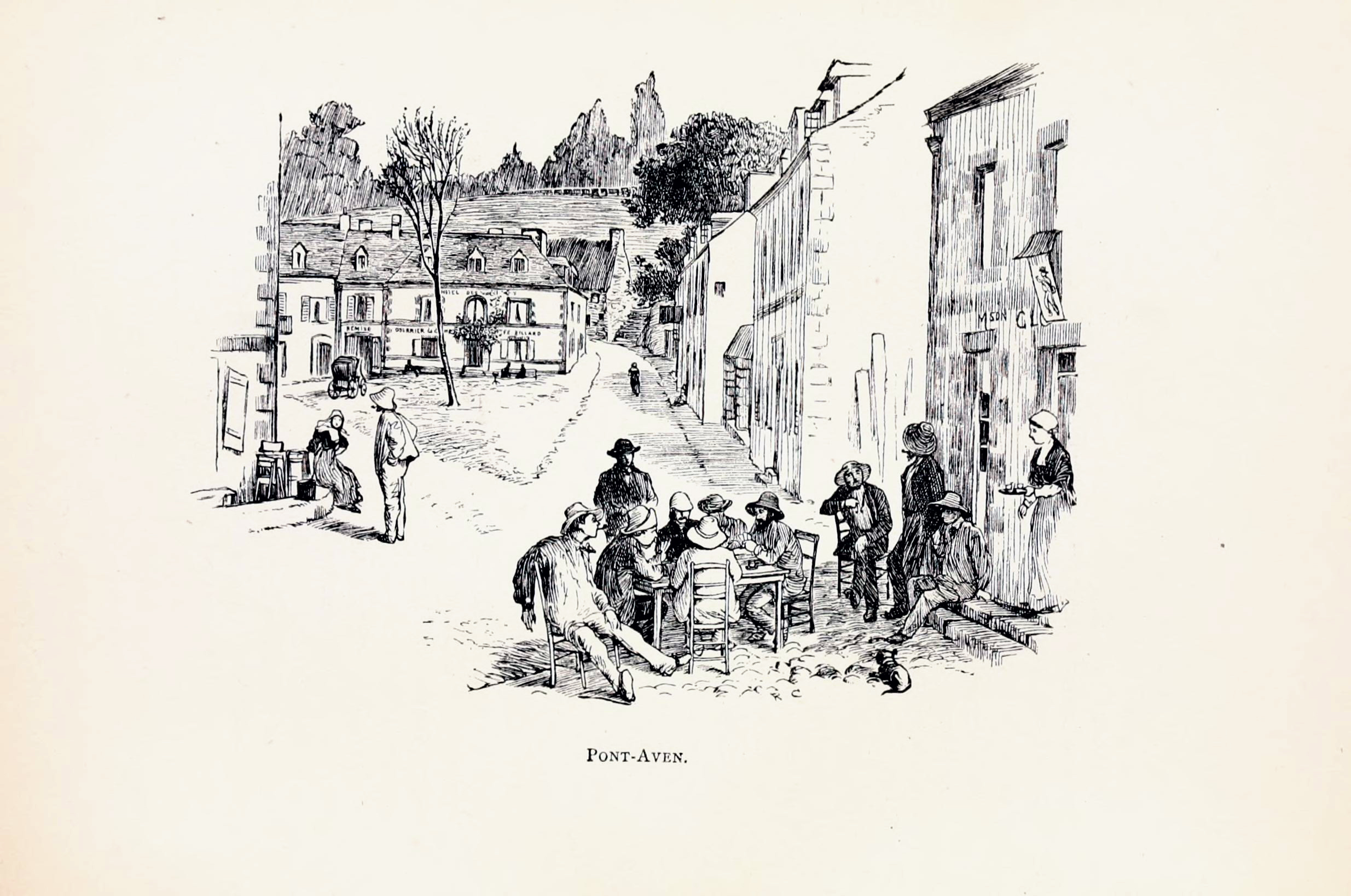
Randolph Caldecott, Pont-Aven (1880), bois gravé.

Le 25 mai 1809, un bateau de pêche de Pont-Aven fut capturé par les Anglais et son équipage fait prisonnier fut conduit dans l'île de Penfret, alors contrôlée par eux.
Jean-François Brousmiche écrit en 1831 : « Pont-Aven a pour église paroissiale une simple chapelle, mais elle est assez grande pour le petit nombre de ses habitants. Les pavés de l'espèce de rue qui conduit à l'église, ceux du prolongement de cette rue qui mène au port, sont détestables et propres seulement à briser les voitures ». Il poursuit en citant un dicton : « Pont-Aven, ville sans renom, femmes sans tétons, autant de moulins que de maisons, autant de catins que de chaussons ». Brousmiche ajoute toutefois : « La rivière de Pont-Aven, en la descendant jusqu'à la mer, présente une multitude de sites qui sont dignes d'être reproduits par le pinceau de l'Artiste ! ».
En 1844, Pont-Aven est décrit comme un « bourg maritime, pittoresquement situé sur un bras de mer, avec un port où abondent des navires de 50 à 70 tonneaux ».
En 1845, pour une superficie totale de 179 hectares, Pont-Aven possédait 40 hectares de terres labourables, 12 ha de prés et pâtures, 11 ha de vergers et jardins, 7 ha de bois et 79 ha de landes et incultes. La commune possédait alors huit moulins (de Kermès, de Pont-Aven, du Tymeur, à eau). On y parlait le breton.
En 1856 une épidémie de dysenterie sévit entre autres dans le canton de Pont-Aven,.
. Le docteur Gestin observe alors que l'eau-de-vie est le médicament favori des habitants et « il a été constaté depuis le commencement de l'épidémie que la consommation en a été plus que triplée ».
Madame de La Villemarqué décrit ainsi Pont-Aven vers 1860 :

« Cette population de 1 000 habitants est la plus pauvre de France. […] La moitié des habitants de Pont-Aven se demande, au lever du soleil, si, avant que le soleil ne se couche, elle aura goûté un morceau de pain. »

Selon un document déposé au Corps législatif 66 des 133 conscrits de Pont-Aven pour la période allant de 1858 à 1867 ne savaient ni lire ni écrire.

#### Un port modeste

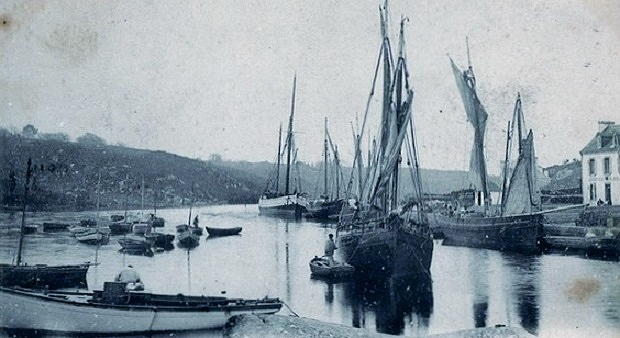
Barques dans le port de Pont-Aven (avant 1903), carte postale Villard.

En 1842, l'état officiel des douanes indique  que le port de Pont-Aven, qui fait essentiellement du cabotage a exporté cette année-là 701 tonneaux de marchandises, dont 378 tonneaux de pierres, 222 de bois, 74 de cidre, 17 de grains et farines, et importé seulement 47 tonneaux, dont 19 de futailles vides, 12 de matériaux divers, 5 de grains et farines, 4 de sel. La construction d'un quai sur la rive droite, et de la cale, permit l'essor du trafic : 40 bateaux accostent dans le port en 1836, 403 en 1842.

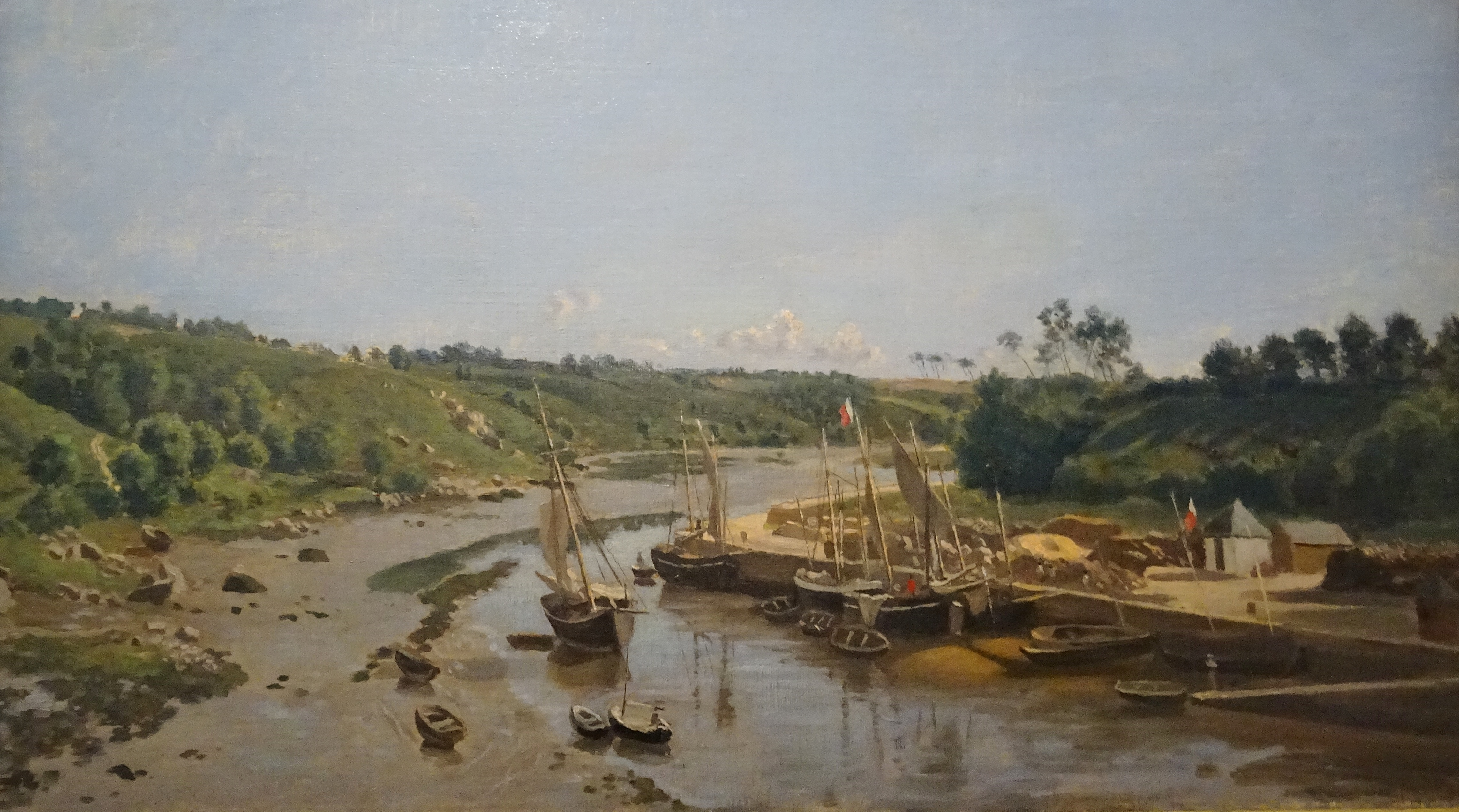
Anonyme : Le port de Pont-Aven (vers 1880, huile sur toile, musée de Pont-Aven).

En 1886, le port de Pont-Aven est ainsi décrit : « Les quais du port sont situés sur la rive droite et ont une longueur totale de 221 mètres ; la longueur utile n'en est que de 180 mètres. Les terre-pleins ont une largeur moyenne de 15 et 20 mètres. Deux cales de 21 et 30 mètres de longueur y sont engagées. […] Des navires de 3 m de tirant d'eau peuvent y aborder lors des marées de vive eau ». Le trafic restait très modeste : pour l'année 1885 sont recensés 13 navires à voiles (et aucun à vapeur) pour un trafic total de seulement 172 tonnes, même si le trafic était plus important antérieurement (il oscille entre 3 661 tonnes et 6 578 tonnes entre 1847 et 1852 par exemple). Le trafic était en 1885 constitué principalement de pommes de terre et de céréales à l'exportation, d'engrais marins, d'amendements calcaires et de charbon à l'importation, mais le port ne pouvait recevoir que des bateaux de moins de 100 tonneaux. En 1891, l'équipage de la chaloupe La Guerrière, de Pont-Aven, disparût en mer.
Le 26 juin 1878 un grave incendie survint à Pont-Aven : le maire de Pont-Aven, Pierre David, reçut la Légion d'Honneur pour avoir sauvé trois personnes des flammes et avoir fait preuve d'un infatigable dévouement à l'égard des victimes et deux autres personnes furent décorées, recevant une médaille d'or de première classe, Jérôme Le Rouzic, conseiller municipal, et Madame Evenno, l'épouse du receveur des douanes pour leur courage et leur dévouement pendant et après cet incendie.
L'épidémie de choléra de 1885-1886 fit 10 morts à Pont-Aven et 6 à Nizon.

#### La cité des peintres

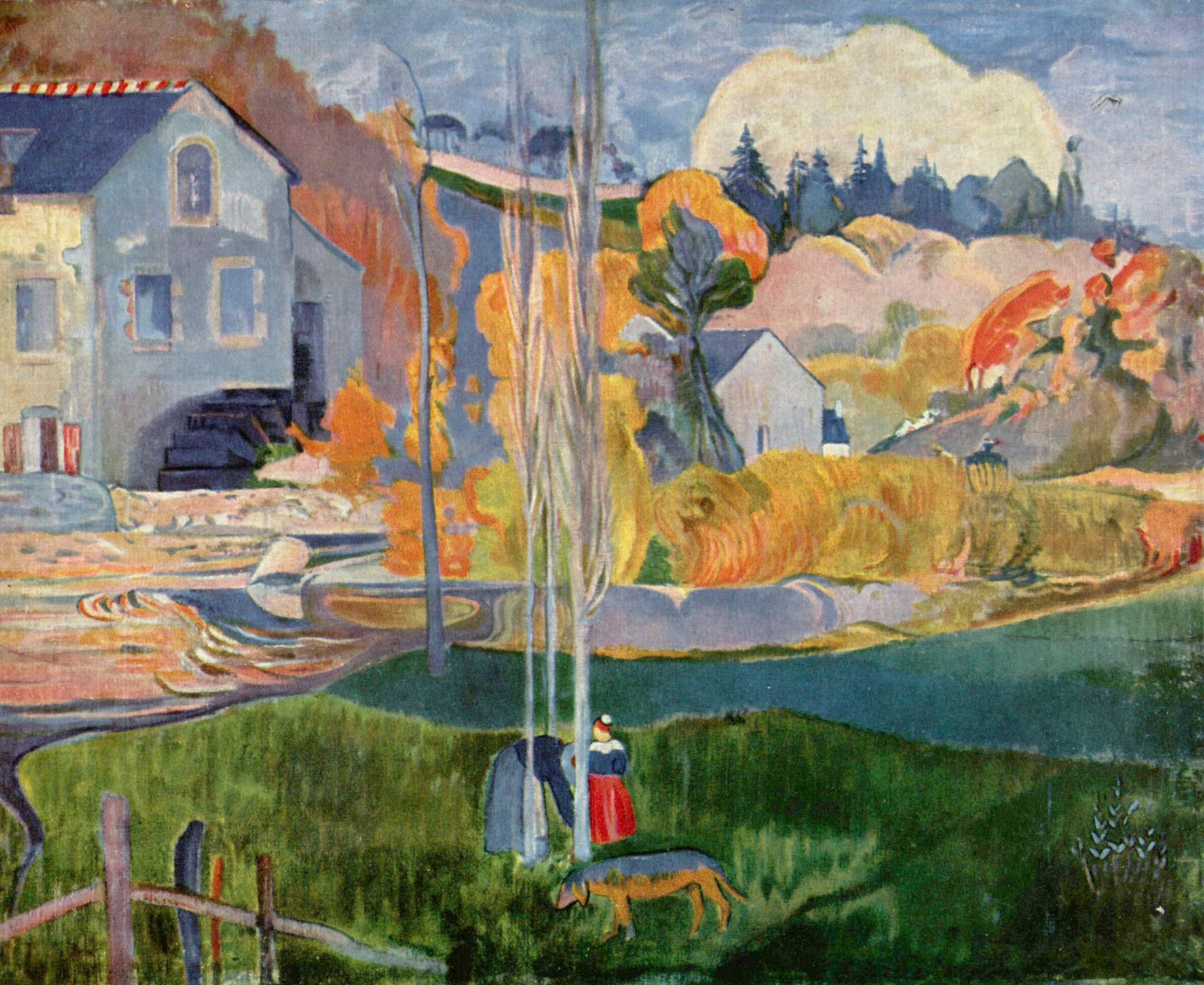
Paul Gauguin, Le Moulin David à Pont-Aven (1894), Paris, musée d'Orsay.

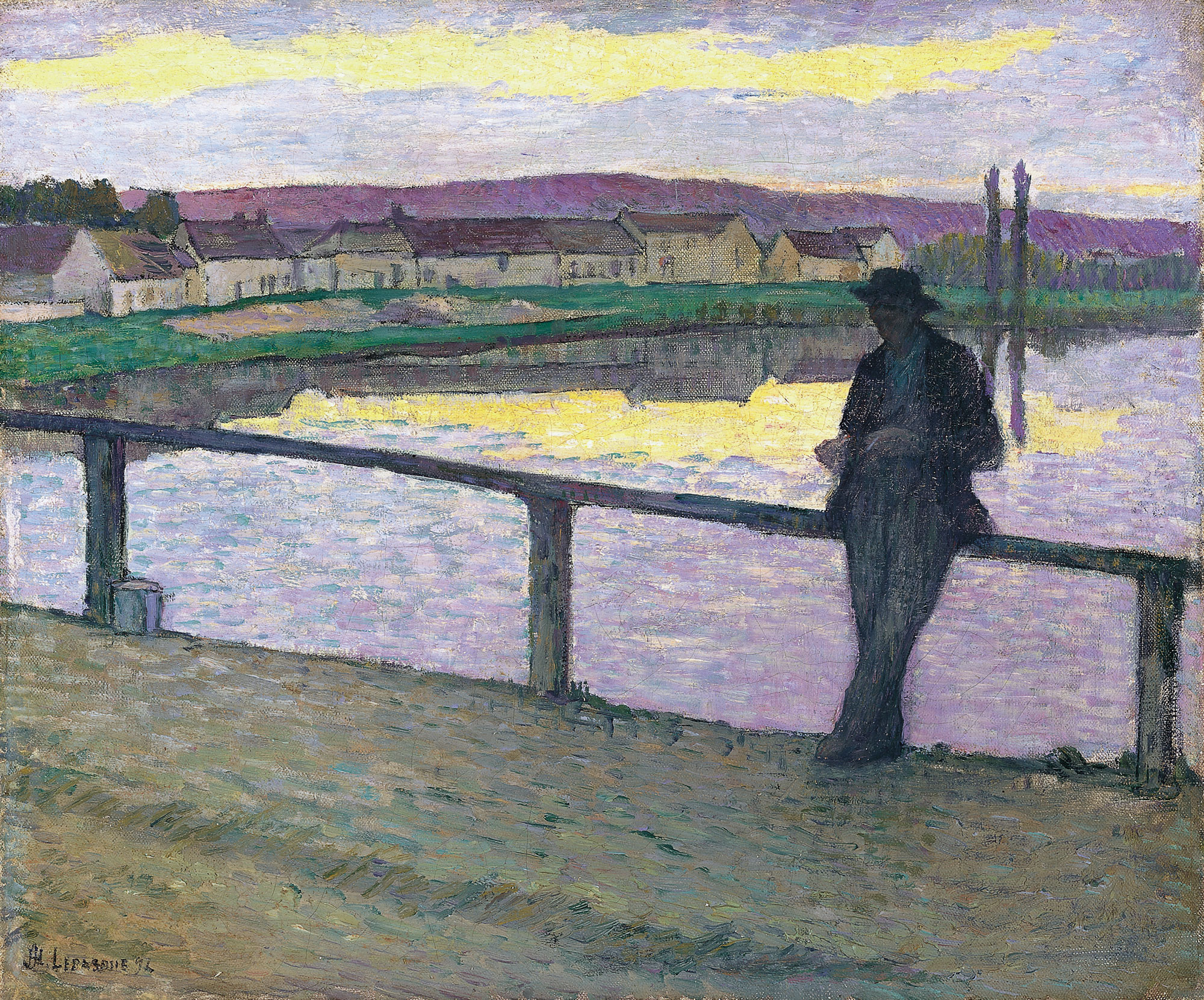
Henri Lebasque, Coucher de soleil sur Pont-Aven (1894), Madrid, musée Thyssen-Bornemisza.

Dans la seconde moitié du XIXe siècle Pont-Aven accueillit ses premiers touristes. Le développement du réseau ferré avait permis son désenclavement et la région se singularisait alors du reste de la France par sa langue, ses traditions vestimentaires et sa multitude de chapelles de campagne.
Dès 1830 au moins, des artistes ont représenté Pont-Aven comme le montrent des peintures et lithographies de l'époque, mais, facilitée par l'ouverture de la ligne ferroviaire jusqu'à Quimper en 1863, la véritable découverte de Pont-Aven par le monde artistique date de 1864 : en juillet de cette année-là, un jeune peintre américain, Henry Bacon voyage en diligence entre Concarneau et Quimperlé où il se rend pour prendre le train et la diligence fait halte à Pont-Aven qu'il découvre donc par hasard. Il est séduit par ce village dont un dicton un tantinet ironique disait à l'époque : « Pont-Aven, ville de renom, quatorze moulins, quinze maisons », en raison de sa forte activité meunière :

« C'est le plus joli village de France que j'avais vu jusqu'à présent, avec son pont étrange au-dessus d'une rivière rapide, qui fait tourner plusieurs roues à eau pittoresques et s'en va vers la mer, à peu de distance. »

Henry Bacon, de retour à Paris, en parle à ses amis artistes, et notamment à Robert Wylie, qui arrive à Pont-Aven en 1865 (il y séjourne jusqu'en 1876), vite rejoint par d'autres jeunes artistes américains originaires de Philadelphie comme Charles Way, Earl Shinn, Howard Roberts, Benjamin Champney, Frederick Arthur Bridgman, Moïse Wright, et des peintres anglais comme Lewis et Carraway. Jean-Léon Gérôme, qui enseigne à l'École des beaux-arts de Paris encourage ses élèves à se rendre l'été à Pont-Aven et de nombreux jeunes peintres suivent ses conseils dans les quinze années qui suivent ; parmi eux, des Français comme William Bouguereau, Louis-Nicolas Cabat, Léon Germain Pelouse, Sébastien Charles Giraud, Paul Sébillot, Maxime Lalanne, etc., mais aussi des étrangers comme le Hollandais Herman van den Anker, l'Irlandais Auguste Nicolas Burke, le Canadien Paul Peel, etc. Tous ces artistes sont attirés par la beauté de la campagne environnante et le faible coût de la vie (« C'est un petit trou pas cher », note le peintre Armand Jobbé-Duval). Ils séjournent à l'hôtel de Voyageurs, tenu à partir de 1871 par Julia Guillou, l'hôtel du Lion d'Or, à la pension Gloanec, ou encore au manoir de Lezaven.

« [Vers 1870], la colonie compte déjà une cinquantaine de membres. Leur nombre ne cessera d'augmenter. En 1883, la municipalité se voit obligée d'interdire les débits de boisson après 22 h tant la joyeuse colonie mène grand bruit ! Sa réputation, le gite et le couvert bon marché, pousse Gauguin en difficulté financière à s'y installer. L'auberge Gloanec devient son quartier général. »

La Basse-Bretagne était en effet devenue une région à la mode, les « bretonneries » se vendant bien au Salon des artistes français, la localité devint une destination de prédilection pour les peintres. Attirés par une civilisation rurale encore intacte, la petite cité et la campagne environnante fut pour eux une source d'inspiration. Dès l'été 1866, une douzaine d'artistes, la plupart américains ou anglais sont présents à Pont-Aven dont Henry Mosler, William Lamb Picknell, Thomas Alexander Harrison, Clement Nye Swift, Frederick Arthur Bridgman.
« La clairvoyance des Pontavenistes fut d'avoir su s'adapter très vite face à cette invasion pacifique. Ils ont créé des ateliers, ouvert des boutiques de matériel de peintres, pris des décisions qui témoignent de leur finesse d'esprit et de leur sens de la modernité » comme la fermeture des débits de boisson à 22 heures ou le classement en « chemin d'intérêt commun » de la route allant de Pont-Aven à Raguénez en passant par Névez.
Henry Blackburn explique aussi ainsi le succès de Pont-Aven auprès des artistes : 
« Pont-Aven a un avantage sur les autres coins de Bretagne. Ses habitants dans leur costume pittoresque (qui demeure inaltéré) ont appris que de servir de modèle est une profession agréable et ils acceptent de poser pour peu d'argent, sans nulle hésitation ni fausse honte ».
Vers 1880, une deuxième vague d'artistes fréquente Pont-Aven, qui est devenu le « nouveau Barbizon », on y trouve une quarantaine de paysagistes anglais ou américains, ou encore des peintres venus d'Europe du Nord comme les danoises Marie Luplau et Emilie Mundt, les finlandaises Amélie Lundhal, Elin Danielson-Gambogi et Helene Schjerfbeck, etc. ainsi que des peintres français comme Alexandre Defaux, Marius Gourdault à partir de 1879, Gabriel-Charles Deneux, etc. François Coppée écrit alors : « Amateurs de voyages paisibles, hâtez-vous d'aller à Pont-Aven, car, avant peu, les peintres et les touristes auront rendu l'endroit inhabitable ».

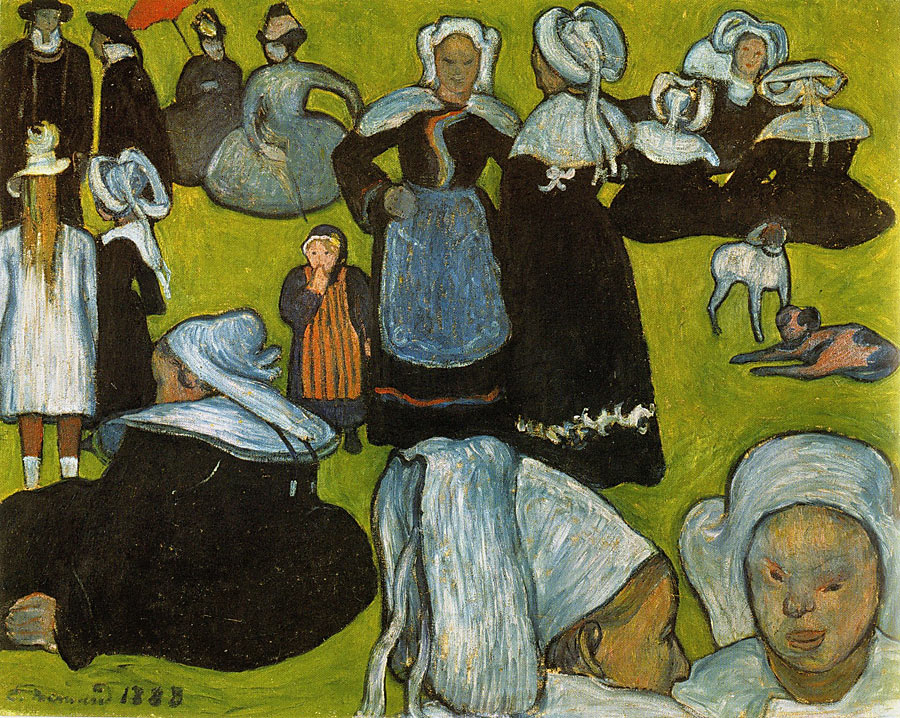
Émile Bernard, Bretonnes dans la prairie verte (1888), Lausanne, collection Josefowitz.

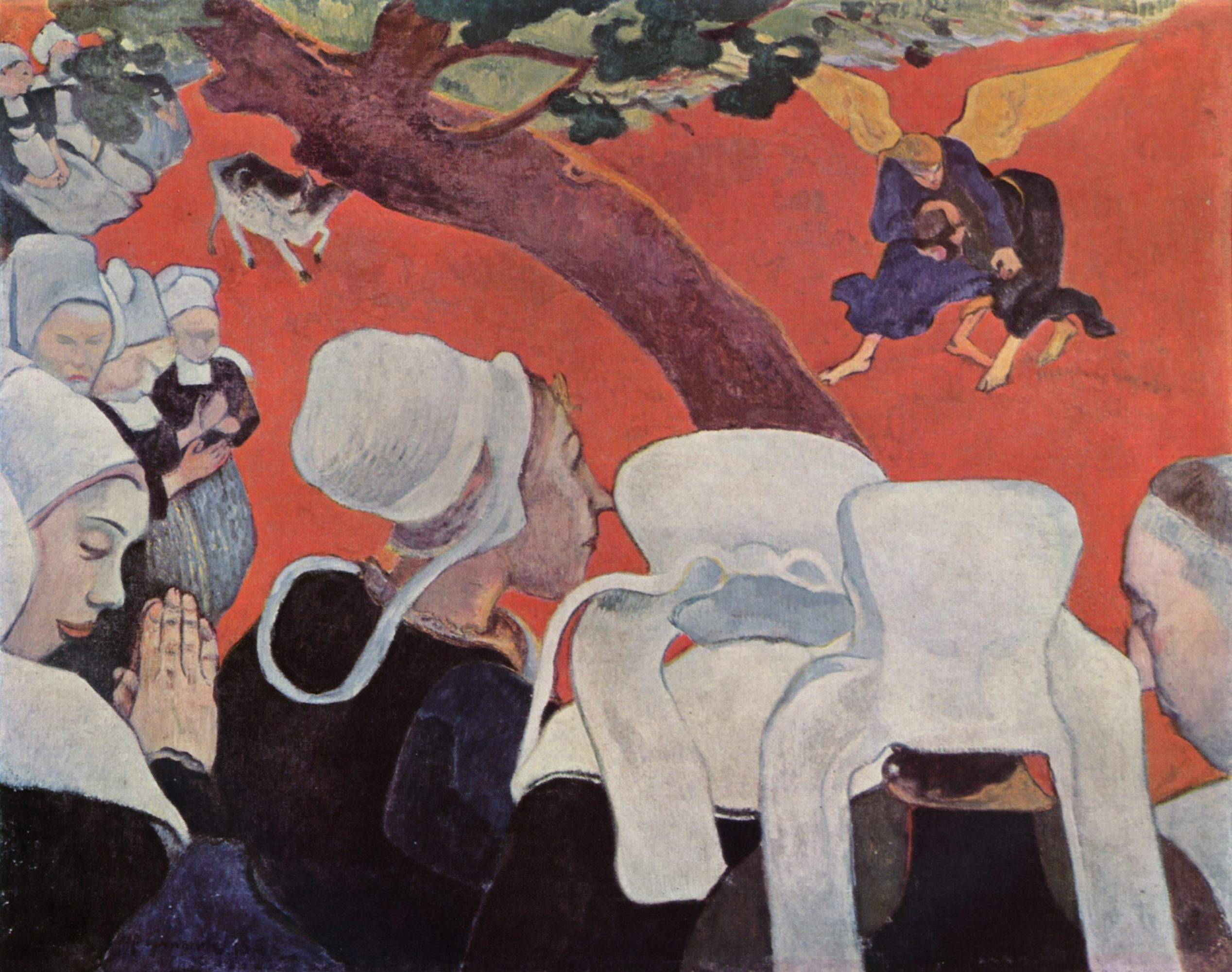
Paul Gauguin, La Vision du sermon (1888), Édimbourg, Galerie nationale d'Écosse.

La venue dans ce « petit trou pas cher », sur les conseils de Jobbé-Duval, pendant l'été 1886 de Paul Gauguin, qui résida à la pension Gloanec, puis d'Émile Bernard (mais les deux hommes ne sympathisent que lors de leur deuxième rencontre en (1888). Émile Bernard peint alors Bretonnes dans la prairie verte, tableau qui jette les bases du synthétisme que Gauguin explore à son tour la même année dans La vision après le Sermon (La Lutte de Jacob avec l'Ange). L'appellation « synthétisme » fut donnée plus tard par Armand Jobbé-Duval qui se mua en leader de ce courant artistique qui devait être appelé plus tard l'École de Pont-Aven, à laquelle participèrent toute une colonie d'artistes-peintres comme Paul Sérusier (à qui Paul Gauguin donne en septembre 1888 la célèbre leçon de peinture dite du Bois d'Amour qui est aussi à l'origine du groupe des nabis), Charles Filiger (qui réside au Pouldu), Émile Schuffenecker, Meyer De Haan, Charles Laval, Roderic O'Conor, Robert Bevan, Armand Seguin, Wladyslaw Slewinski, Jan Verkade, Mogens Ballin, Henri Delavallée, Ernest Ponthier de Chamaillard, Émile Jourdan, Gustave Loiseau, Maxime Maufra, Jens Ferdinand Willumsen, Flavien-Louis Peslin, etc. Comme l'a dit Paul Sérusier : « Ce ne fut pas une école consistant en un maître entouré d'élèves, c'étaient des indépendants qui apportaient en commun leurs idées personnelles et surtout la haine de l'enseignement officiel ».
Après un séjour à Arles, Paul Gauguin revient en avril 1889 à Pont-Aven séjournant au manoir de Lezaven où il peint notamment Le Christ jaune, Le Christ vert et La Belle Angèle, avant d'aller séjourner à partir de l'été 1889 à l'auberge de Marie Henry au Pouldu où il est rejoint par Paul Sérusier, Meyer de Haan, puis en 1890 par Wladyslaw Slewinski, Gad Frederik Clement, Henry Moret, Maxime Maufra et Émile Dezaunay.
Après un séjour à Tahiti entre avril 1891 et août 1892, Paul Gauguin, rentré en France, revient à Pont-Aven en avril 1894, séjournant à nouveau à la pension Gloanec, en compagnie de sa compagne Annah la Javanaise, côtoyant notamment Alfred Jarry, mais il quitte définitivement la France en juillet 1895 pour les Îles Marquises.
Pont-Aven est alors un bourg très animé : en 1900, on y compte 40 hôtels, auberges et cafés.
Une troisième vague d'artistes fréquente Pont-Aven à la Belle Époque et l'Entre-deux-guerres : parmi eux, Adolphe Beaufrère, Jean Émile Laboureur, Henri Hayden, Nicolas Tarkhoff, Pierre-Eugène Clairin, Charles Wislin, Ernest Correlleau, Maurice Asselin, Fernand Dauchot, Maurice-Marie-Léonce Savin, Léon Germain Pelouse, Geoffrey Nelson, André Even, Mary Piriou, etc.. Plusieurs d'entre eux (Pierre-Eugène Clairin, Ernest Corelleau, Maurice Asselin, Pierre Vaillant, Fernand Dauchot) ont travaillé dans le même atelier au manoir de Lezaven[réf. nécessaire]. Des peintres étrangers aussi comme l'australien Mortimer Menpes et l'américain Childe Hassam séjournent un temps à Pont-Aven à cette époque.

Pont-Aven aux abords du XXe siècle
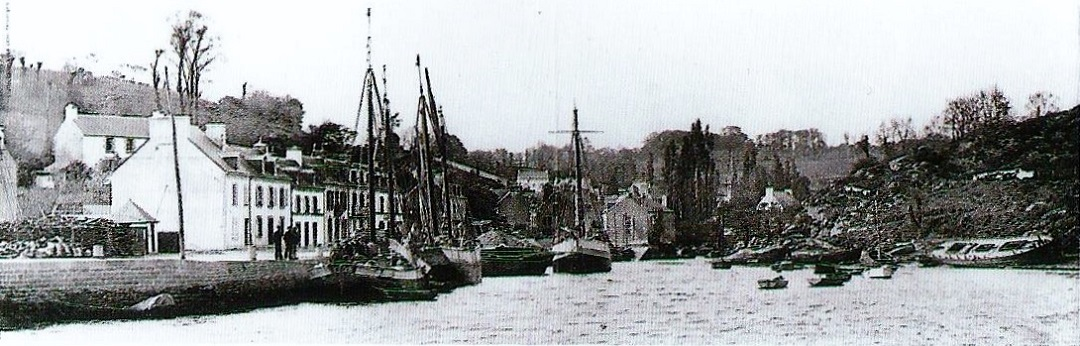
Vue panoramique du port de Pont-Aven (carte postale, vers 1900)
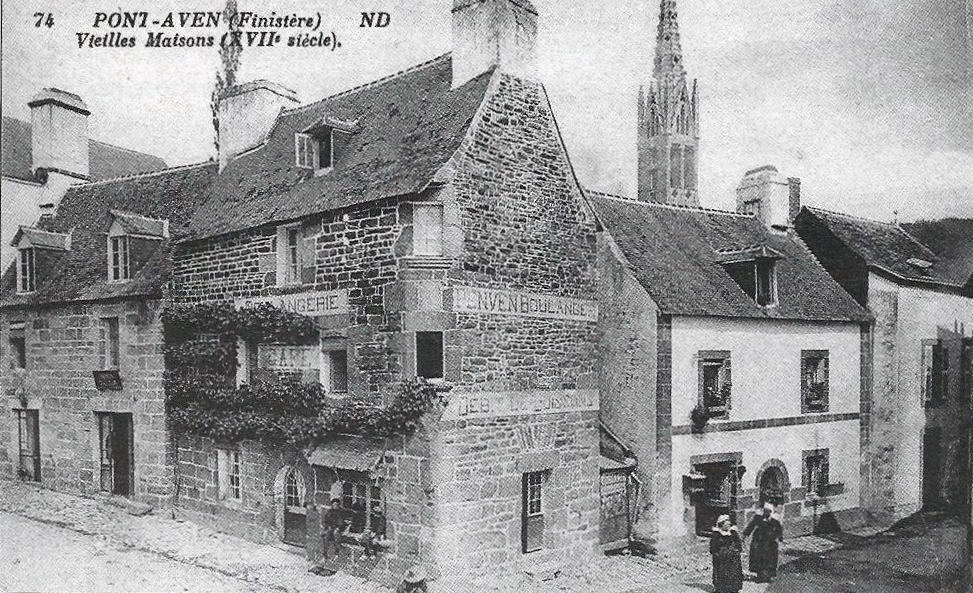
La boulangerie Penven, carte postale Villard (avant 1890).
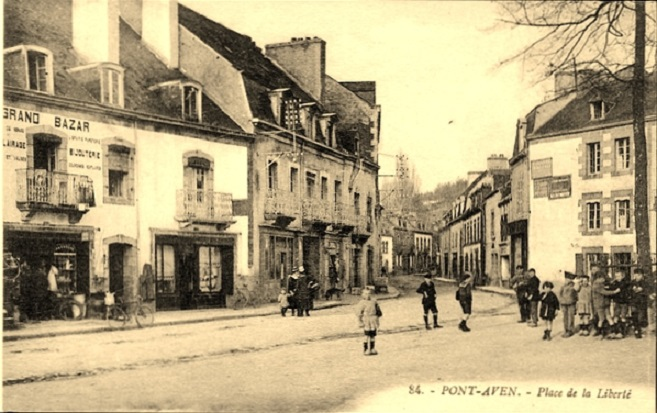
La place de la Liberté et le Grand Bazar (vers 1910).

#### Les auberges de Pont-Aven

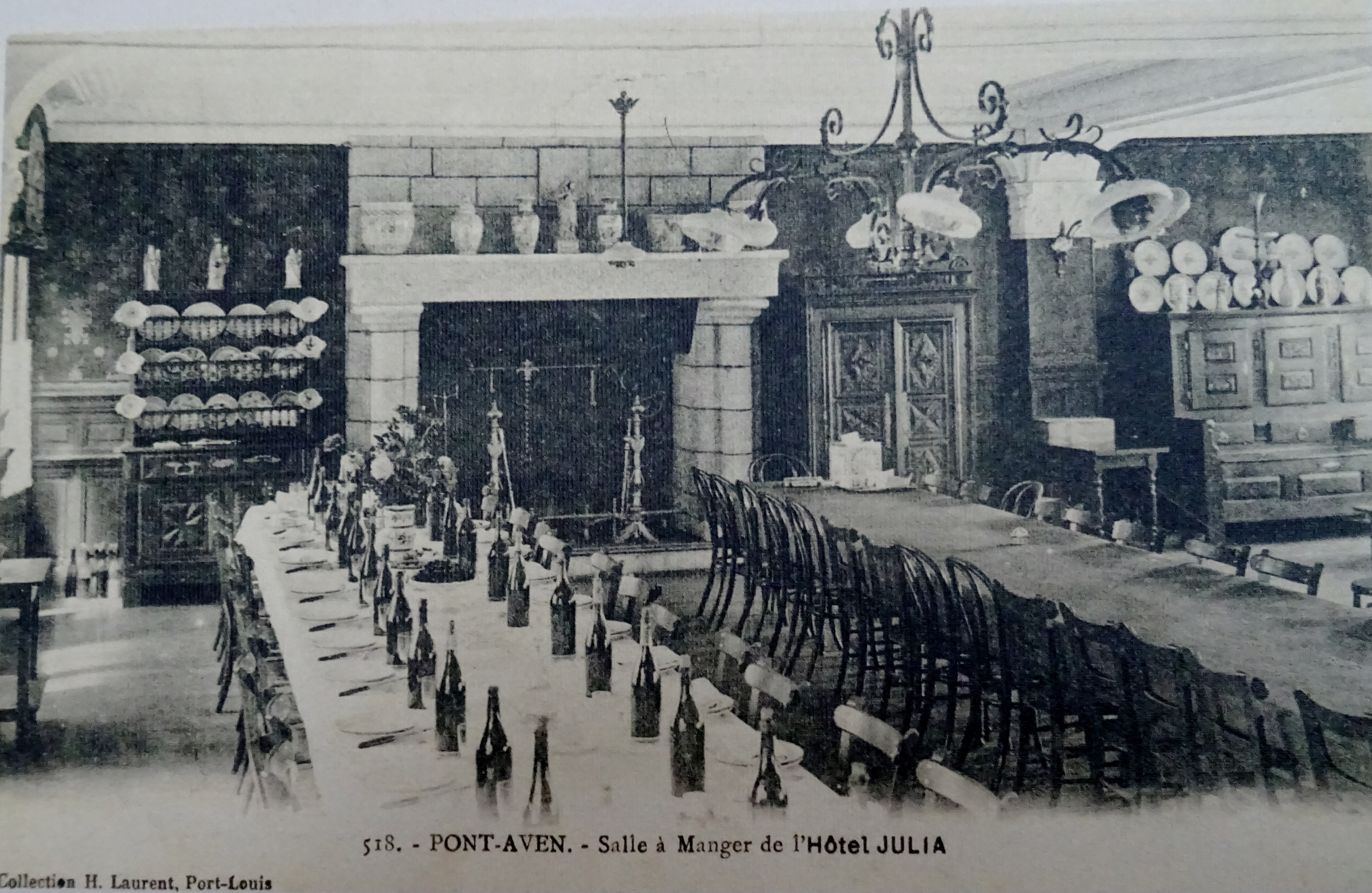
La salle à manger de l'hôtel Julia au début du XXe siècle.

Julia Guillou (1848-1927) surnommée « Mademoiselle Julia » achète en 1873 l'Hôtel des Voyageurs, situé sur la Grand-Place, qui appartenait à la famille Feutray, et où elle exerçait depuis 1870 comme maîtresse d'hôtel. Depuis 1865, cet hôtel accueillait des artistes américains comme Clément Swift. Rebaptisé Hôtel Julia, de nombreux peintres y séjournèrent par la suite comme Robert Wylie, Thomas Alexander Harrison, etc. Son succès est tel qu'en 1881 Julia Guillou fit construire une annexe, la Villa Julia (qui abrite désormais le musée des beaux-arts de Pont-Aven). Le peintre américain Lovell Birge Harrison écrit : « Chez Julia, la pension est de 5 francs par jour, chez Marie-Jeanne [Gloanec], elle est de deux francs ». Pour cette raison, les artistes désargentés s'installent à la Pension Gloanec, située près du pont sur l'Aven et construite dans la décennie 1860 et fréquentée par des peintres qui mènent une vie libre d'artistes sans souci des conventions. LHôtel du Lion d'Or, qui appartenait à la famille Linthillac, était également fréquenté ; il est remplacé en 1892 par lHôtel Gloanec construit par Marie-Jeanne Gloanec (1893-1915) surnommée « La Mère Gloanec »  au même emplacement. « La Mère Gloanec" » accueille à nouveau Gauguin. En 1904, « Mademoiselle Julia » ouvre à Port Manec'h un établissement avec vue sur mer imprenable sur les embouchures de l'Aven et du Belon. La troisième célébrité fut Angélique Marie Satre (1868-1932) surnommée « La Belle Angèle » qui fut immortalisée dans son auberge par Paul Gauguin en 1889. Le portrait trône actuellement au musée d'Orsay à Paris marqué en lettres capitales sur la toile « LA BELLE ANGÈLE ».

#### Laguerre de 1870

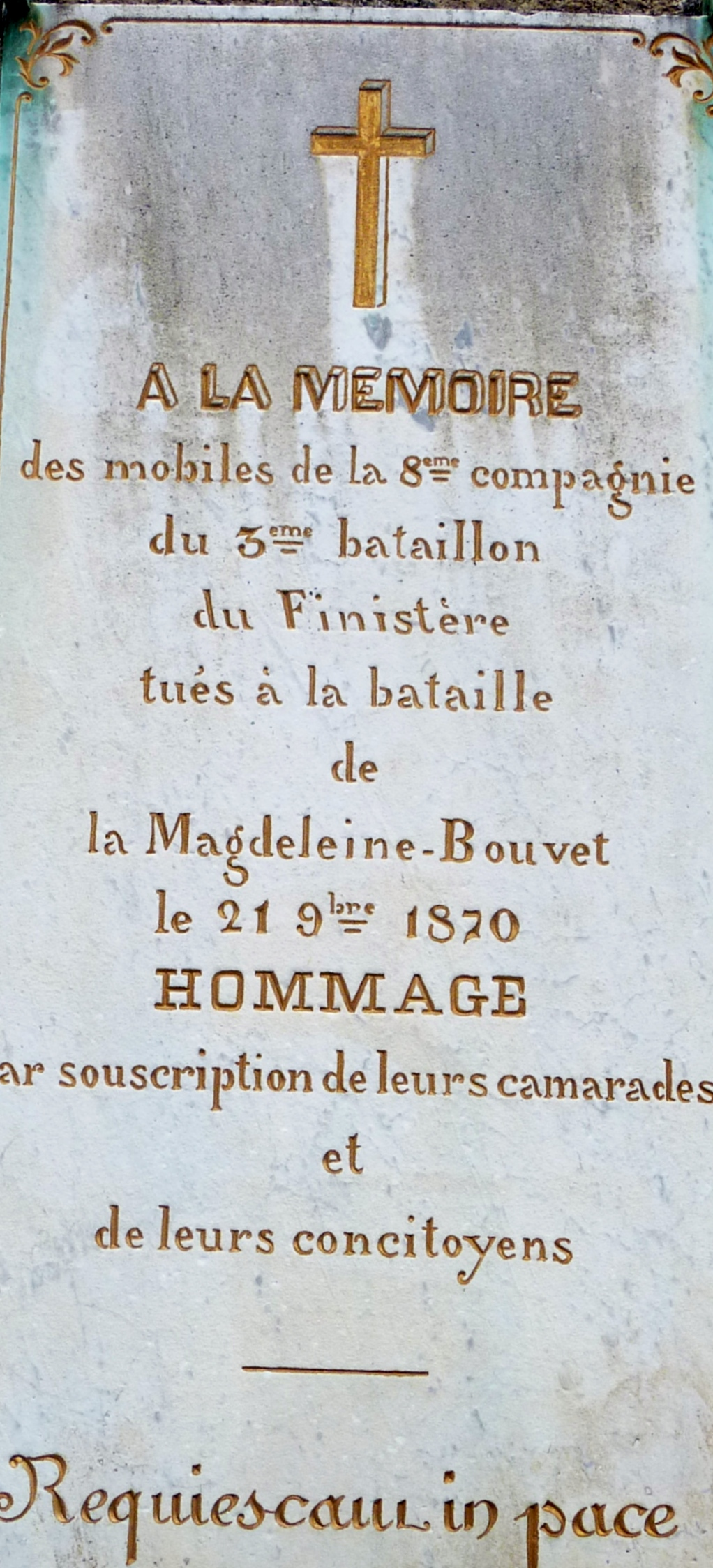
Plaque commémorative des morts de la bataille de La Madeleine-Bouvet le 21 novembre 1870, église paroissiale Saint-Joseph.

Une plaque commémorative située dans l'église paroissiale Saint-Joseph cite les noms de 14 soldats de la 8e compagnie du 3e bataillon du Finistère de gardes mobiles tués à la bataille de La Madeleine-Bouvet (Orne) le 21 novembre 1870.

#### Les mulettes perlières et les perles de l'Aven
Le Chevalier de Fréminville évoque en 1844 les mulettes perlières alors abondantes dans les sables du lit de l'Aven. Longue de près de 18 centimètres, couverte en dehors d'un épiderme brun, et est ornée, dans l'intérieur, d'un nacre très brillant. Elle renferme souvent de fort jolies perles : j'y en ai trouvé de très rondes, de la grosseur d'un gros pois, et qui étaient d'un fort bel orient. Elles seraient très susceptibles d'être montées en bijoux, et ce serait une richesse de plus pour le pays.
Lionel Bonnemaire dans son livre Les mollusques des eaux douces de France et leurs perles, décrit la pêche que pratiquaient les habitants de Pont-Aven à la fin du XIXe siècle : l'Aven était alors comme « pavée » de mulettes perlières ; un dicton disait : « les perles sont mures quand les genets fleurissent et quand l'avoine mûrit ». À marée basse les pêcheurs, souvent les valets de ferme et les meuniers, « bêchent donc le fond avec des pelles » et l'œuvre de destruction est inouïe. Un pêcheur peut bon an mal an capturer huit ou dix mille de ces mollusques, les valves étant abandonnées sur les rives. L'auteur précise également qu'il ne manque pas à Pont-Aven de touristes désireux d'acquérir des perles comme souvenir de voyage et qui les paient des prix sans cesse plus élevés (par exemple, un certain Fridour, un pêcheur très connu des touristes, aurait trouvé seize perles en 1897 et dix en 1898, sur environ 800 mulettes examinées). Fort heureusement, les loutres et certains oiseaux comme les corbeaux, par exemple, se chargent, en dévorant la chair abandonnée de ces mollusques de supprimer ce qui serait sinon un danger d'infection.

#### Les tensions entre Nizon et Pont-Aven
En 1893, l'extension des barrières d'octroi, voulue par la municipalité pont-aveniste, afin de faire coïncider leur limite avec le périmètre urbanisé (la ville de Pont-Aven s'est étendue les décennies précédentes), suscite des difficultés car elle laisse hors de ces barrières tout un quartier commerçant situé sur la rive droite de l'Aven, qui appartenait à la commune de Nizon, comprenant entre autres l'Auberge Guéguen, à proximité de laquelle se tenait régulièrement un marché non autorisé qui échappait aussi au paiement de l'octroi, ce qui provoque une succession de plaintes de la part des commerçants de Pont-Aven.
Dans la dernière décennie du XIXe siècle, Pont-Aven remblaie le lais de mer de Keremperchec afin d'aménager son quai, son port et le chemin de halage. Pour cette raison, Pont-Aven demande en 1897 l'annexion de cette zone qui appartenait à la commune de Nizon, mais celle-ci refuse dans un premier temps de se voir amputer d'une partie de son territoire ; mais Nizon accepte finalement en 1905 contre la somme de 9 000 francs.

#### Pont-Aven à la fin duXIXesiècle

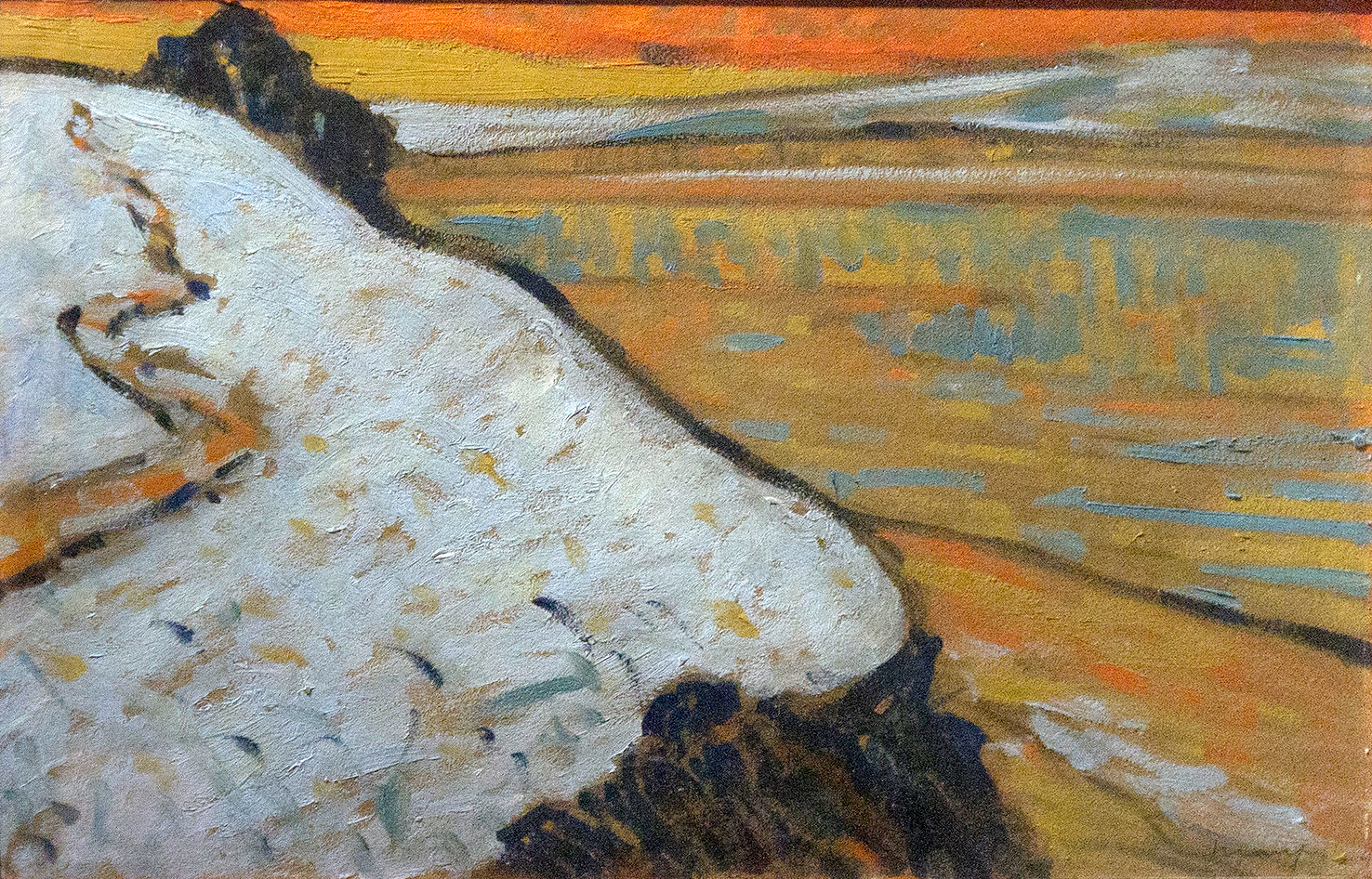
Pont-Aven, ciel rouge
Maxime Maufra, 1892
Musée des Beaux-Arts de Brest

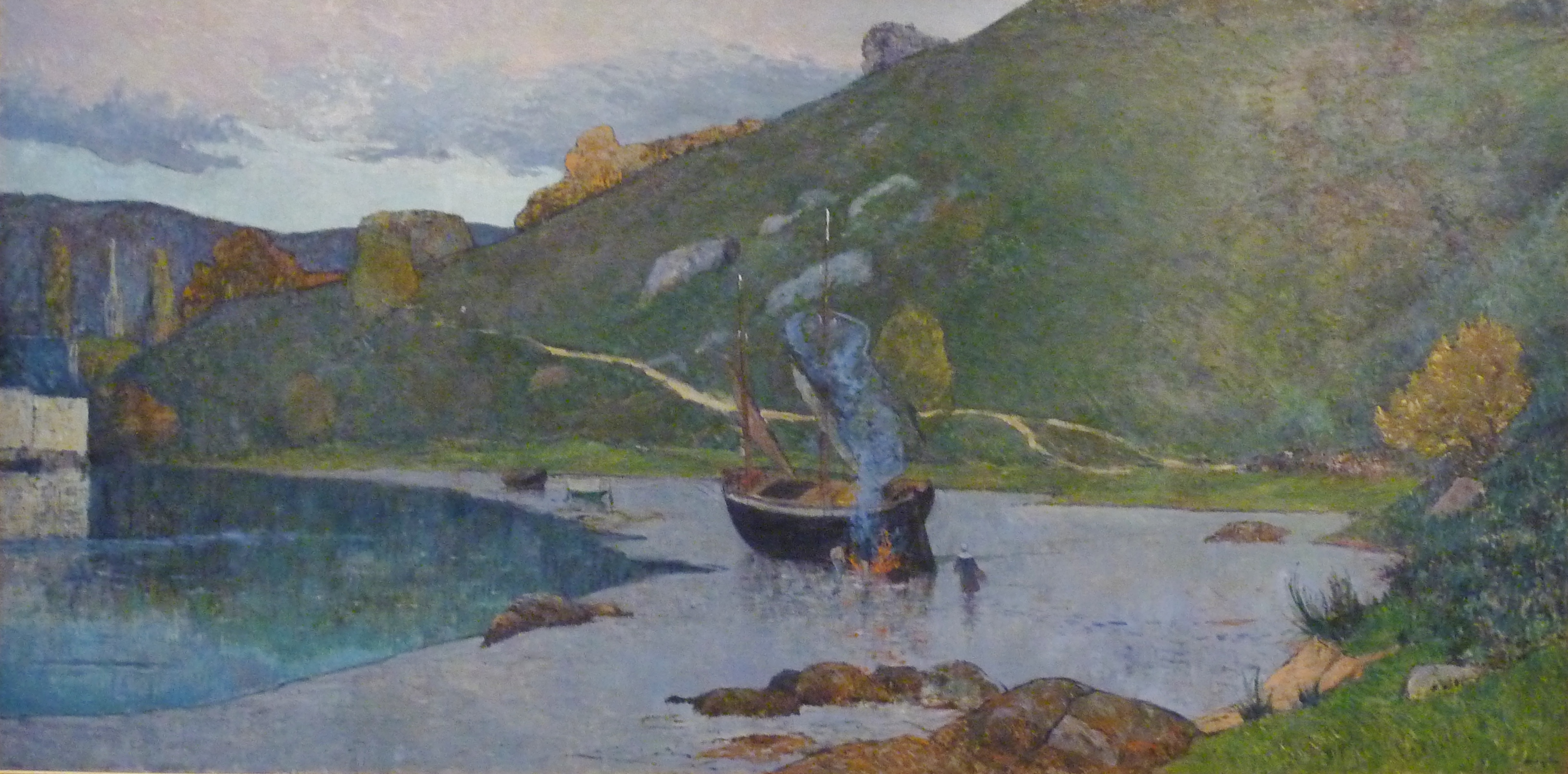
Vue du port de Pont-Aven
Maxime Maufra, 1893-94
musée des Beaux-Arts de Quimper

François Coppée évoque Pont-Aven : « C'est une halte exquise, un pays presque trop joli, avec des bateaux de mer et des Moulins sur l'eau, perdus dans un fouillis de feuillage. Ce coin charmant, ce décor d'opéra-comique, a déjà attiré toute une colonie d'artistes et d'Anglais. (…) Amateurs de voyages paisibles, hâte-vous d'aller à Pont-Aven car, avant peu, les peintres et les touristes auront rendu l'endroit inhabitable.
Les "galettes de Pont-Aven" commencent à être fabriquées vers 1890 par la boulangerie Penven.
Les moulins du Plessis, David, Cotonnec, Lollichon, Thomas, Rosmadec, Alexandre Limbour, Even et Simonou existaient encore à la fin du XIXe siècle (le moulin de Poulhoas semble alors ne plus fonctionner).
Le tableau de Maxime Maufra Vue du Port montre une technique pour réparer un bateau. Il s'agit d'un chasse-marée, utilisé pour le transport des matériaux entre les petits ports de la côte et les îles. Il a été échoué à marée basse sur la vasière de l'anse du Bas-Bourgneuf en face du port, au pied de la montagne Saint-Guénolé. Des fagots enflammés, vont être passés sous la coque pour faire fondre le goudron qui sert à l'étanchéité de la coque.
Au printemps 1897, le conseil municipal décide de doter Pont-Aven de lavoirs publics, à édifier sur les rives de l'Aven. En 1898, une querelle oppose pour cette raison certains meuniers à la municipalité, ceux-ci alléguant que les canaux d'amenée et les terrains bordant l'Aven leur appartenaient.
Pendant l'été 1898, particulièrement chaud, « les eaux grasses et ménagères, et le purin, provenant de l'Hôtel Gloanec, s'écoulent en ruisseau noir et infectent le long de la place de Pont-Aven, en suivant la halle, la mairie et les autres maisons situées dans le même alignement », ce qui provoque de nombreuses plaintes.

### LeXXesiècle

#### La Belle Époque

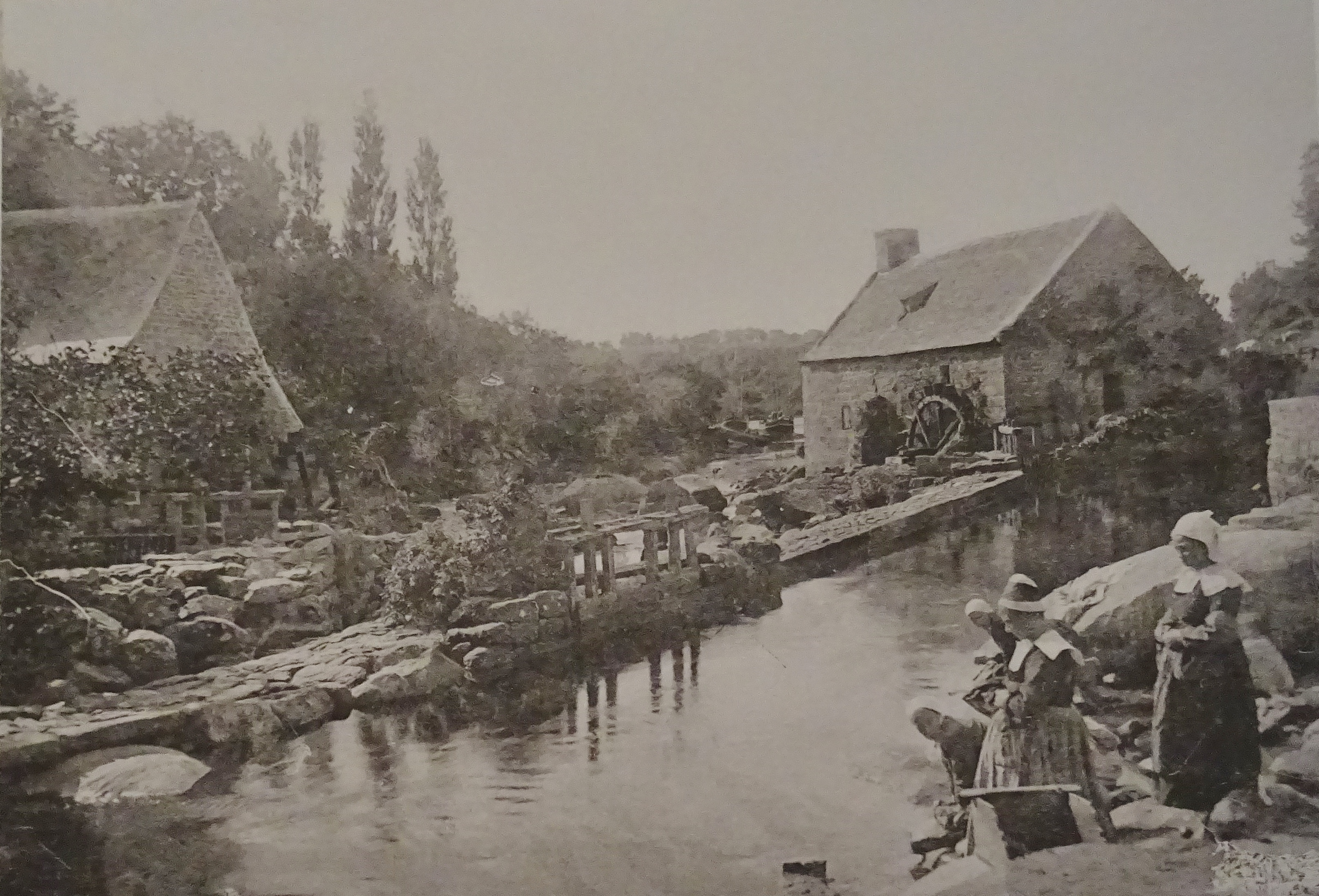
Les laveuses sur l'Aven (collection Villard, vers 1900).

Gustave Geffroy décrit ainsi Pont-Aven en 1904 : « Il y a en effet des moulins à Pont-Aven, mais il y a surtout des rochers et davantage encore de peintres. Des peintres de toutes les nations, et surtout des peintres américains. On sait que c'est un Américain qui a découvert Pont-Aven en 1872. Quel hôtel ! Et quelle table d'hôte ! Il est vrai que le paysage abonde désignés par ces messieurs comme des "motifs". La rivière est délicieuse de chutes et de tournants subits, de verdures, de petites grèves où l'on peut installer un chevalet. Le Bois d'Amour est un paradis de clartés dorées et d'ombres dorées, au-dessus de l'eau sombre. La population de l'été se répand à travers ces merveilles et se réunit, le soir, sous les globes électriques de la salle à manger, tout le monde en tenue de soirée ».
Le barde Théodore Botrel s'installa à Pont-Aven à partir de 1905, séjournant de 1907 à 1909 dans la villa Castel-Brizeux qui surplombe la rive gauche de l'Aven avant de faire construire en 1910 par l'architecte Charles Chaussepied sa propre maison, dénommé « Ker-Botrel ». « C'était, sur une sauvage petite plage, une simple maison à toit de chaume, où flottait un drapeau tricolore ; en grandes lettres sur la muraille de la demeure s'inscrivait son nom : Ty chansonniou, la “Maison des chansons” ». Il fut à l'origine de la création en 1905 de la première fête folklorique bretonne, le pardon des Fleurs d'Ajonc. Il a vécu à Pont-Aven jusqu'à sa mort en 1925 et y est enterré. La statue située près du port le représente, arborant un costume analogue à celui d'un fantassin avec bandes molletières, godillots de marche et capote, pour illustrer combien Théodore Botrel s'impliqua dans la Première Guerre mondiale.
La voie ferrée allant de Quimperlé à Concarneau dessert entre autres les gares de Pont-Aven, Nizon, Névez, Trégunc et Lanriec à partir de 1908. C'est une ligne ferroviaire à voie métrique exploitée par les Chemins de fer départementaux du Finistère. La ligne ferma en 1936.

Pont-Aven entre 1900 et 1914
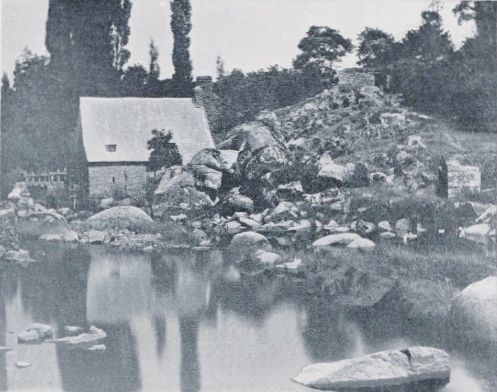
Pont-Aven vers 1900, photographie d'Onésime Reclus.
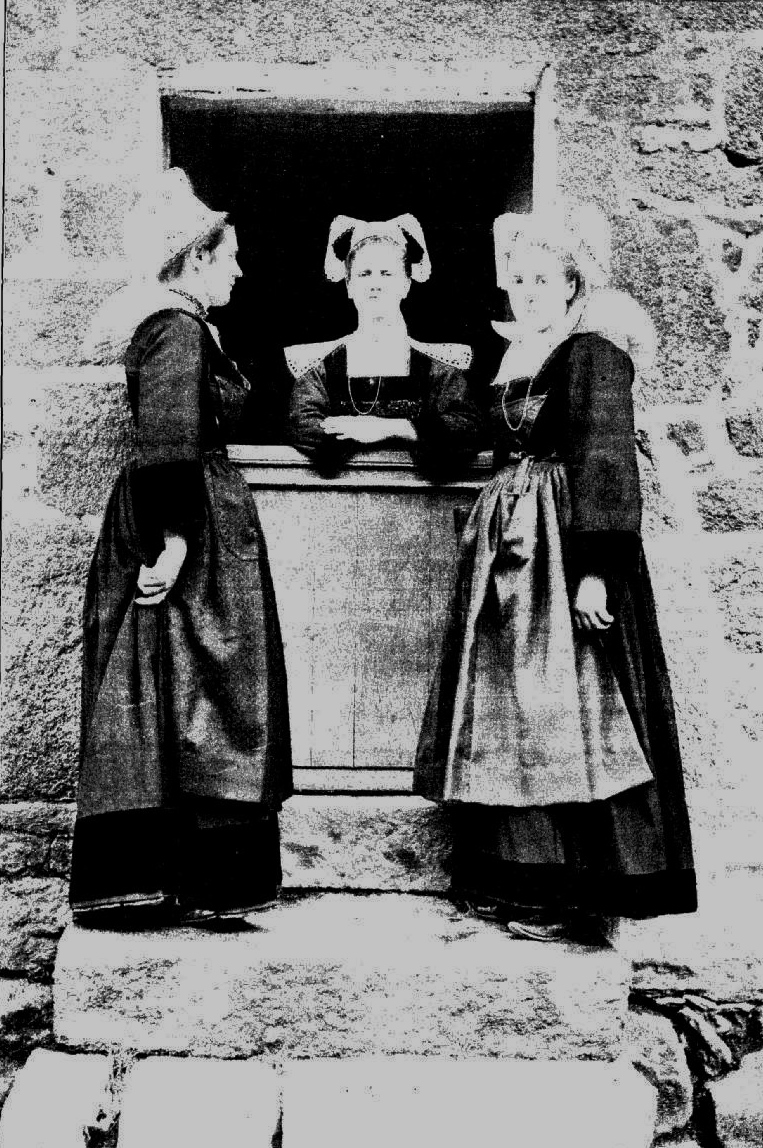
Jeunes filles de Pont-Aven (1904).
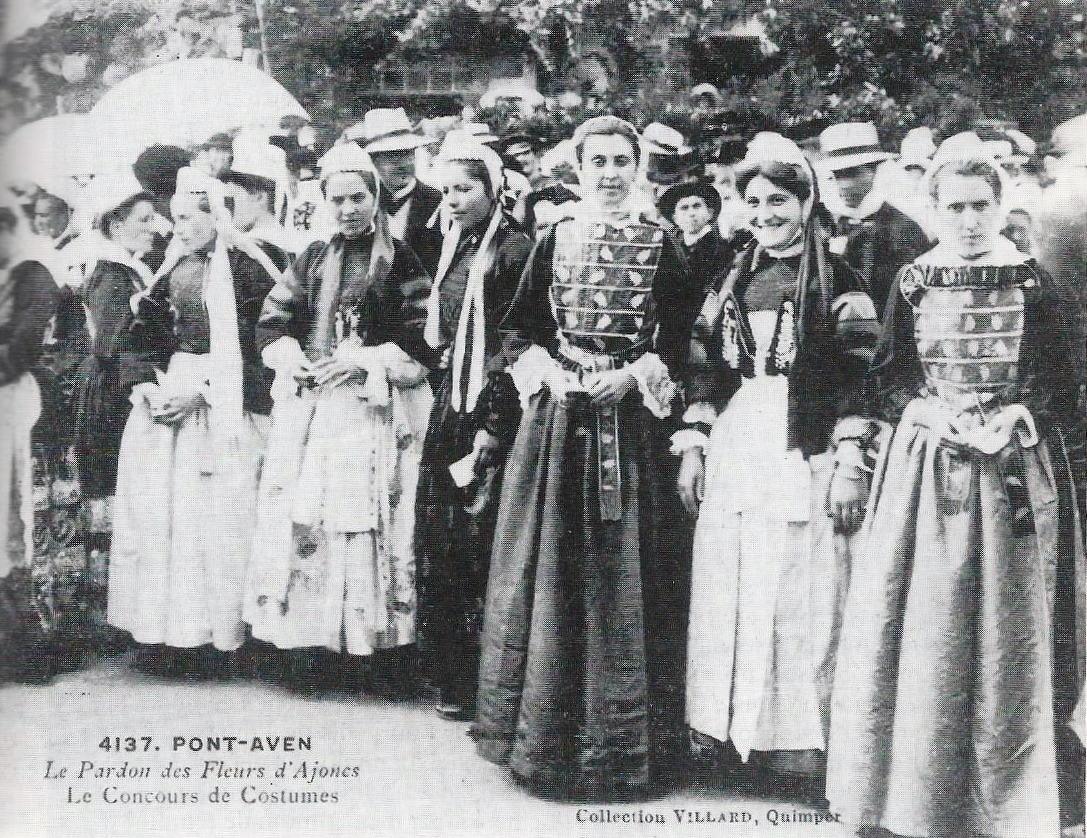
Le pardon des Fleurs d'ajoncs (avant 1907).
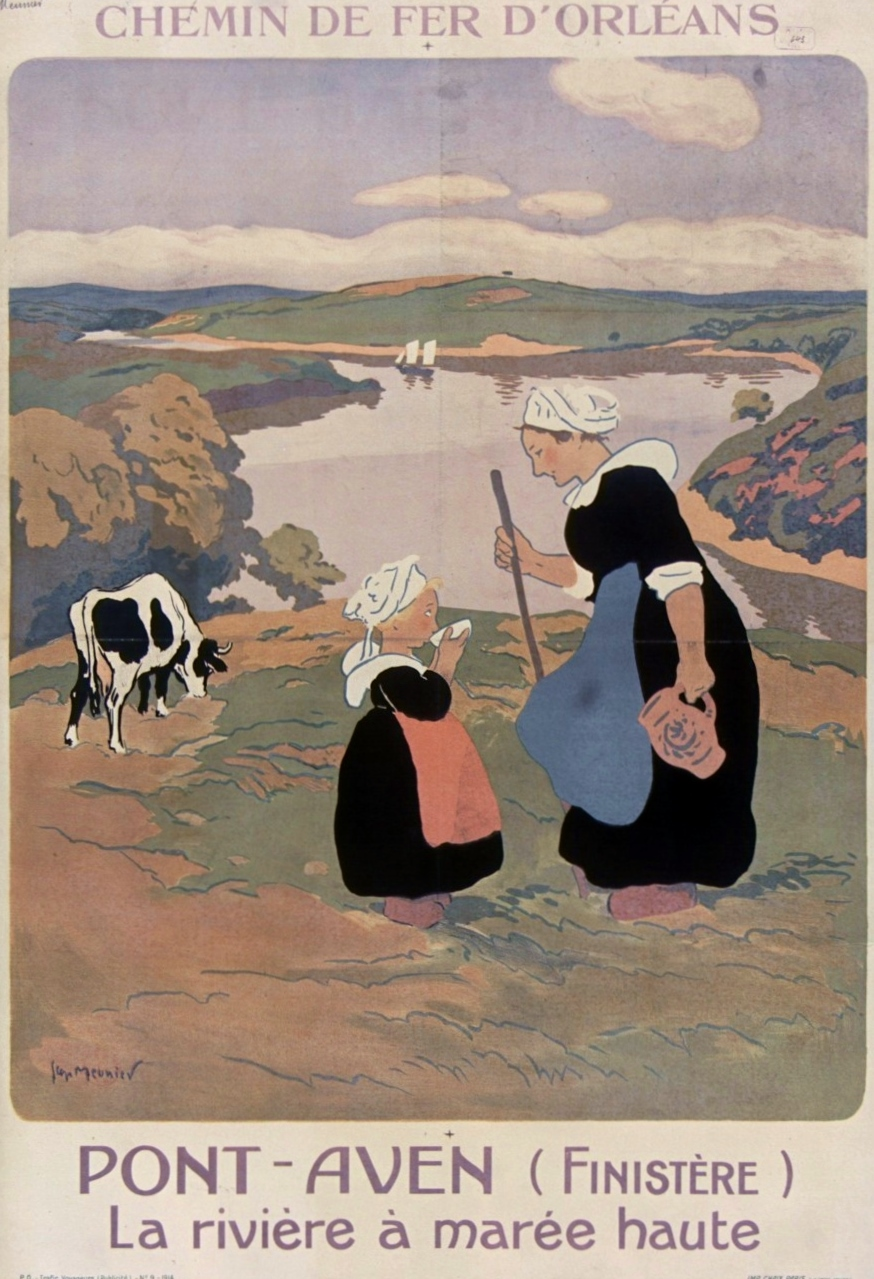
Georges Meunier, affiche publicitaire de la Compagnie des chemins de fer d'Orléans vantant Pont-Aven (1914).
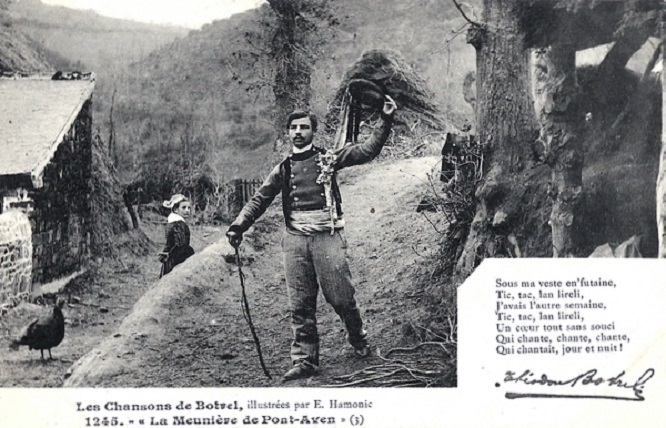
Carte postale illustrant la chanson de Théodore Botrel : La Meunière de Pont-Aven.

#### La Première Guerre mondiale

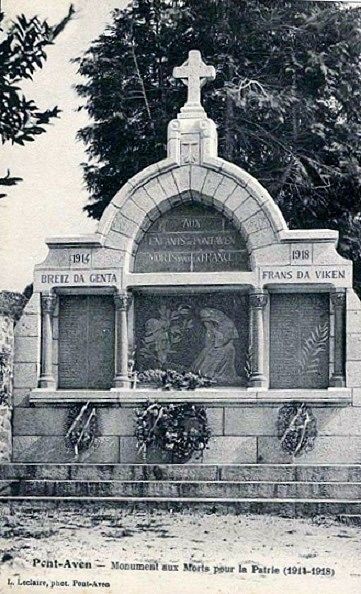
Le Monument aux morts de Pont-Aven, carte postale de Laurent Leclaire.

Le Monument aux morts de Pont-Aven, édifié en 1921 par l'architecte Charles Chaussepied, porte les noms de 101 soldats morts pour la France pendant la Première Guerre mondiale ; deux d'entre eux au moins (Louis Le Du, Louis Morvan) sont des marins disparus en mer et un au moins (Pierre Gourmelen) alors qu'il était prisonnier de guerre en Allemagne. Hervé Seznec fut décoré de la médaille militaire et de la croix de guerre avec étoile d'argent.
En 1917, la goélette Marie coule ; le naufrage fit deux victimes pont-avénistes, Louis Frédéric Mahé et Armand Le Courant.

#### L'entre-deux-guerres

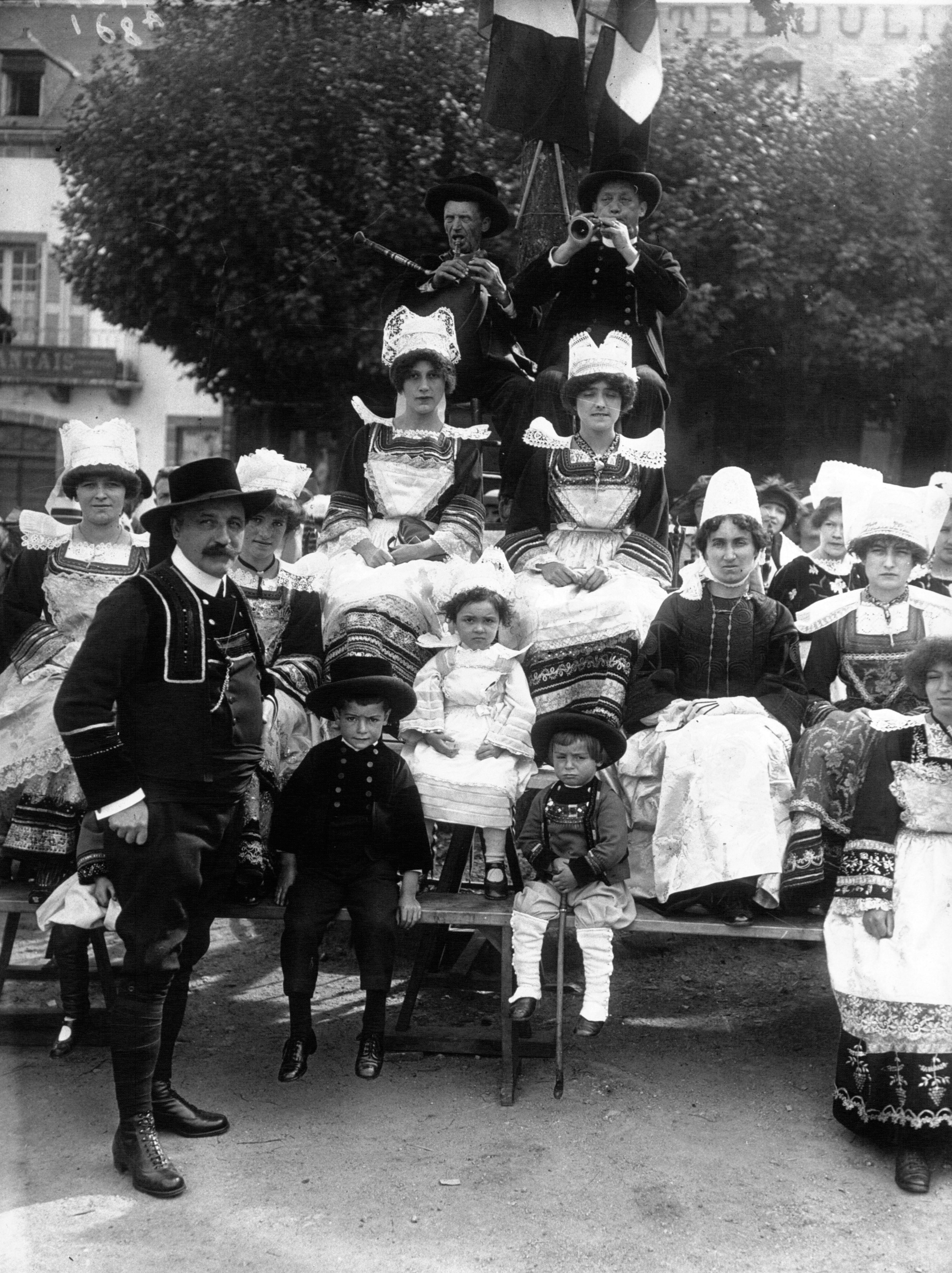
Les fêtes bretonnes de Pont-Aven : les joueurs de biniou, les deux reines des ajoncs et Théodore Botrel, photographie anonyme (1922).

En 1920, Julia Corelleau, née Louédec, ouvre l'Hôtel de la Poste et accueillit pendant l'Entre-deux-guerres de nombreux peintres (Paul Sérusier, Maurice de Vlaminck, Émile Bernard, Maurice Asselin, Pierre-Eugène Clairin, Pierre Vaillant, etc.) et écrivains (Pierre Mac Orlan, André Salmon, Roland Dorgelès, Paul Fort, Xavier Grall, Georges Perros, Max Jacob, etc.). Son mari Ernest Corelleau (1892-1936) fut aussi un peintre qui acquit une certaine notoriété.
Les moulins qui ont fait la célébrité de Pont-Aven sont alors dans un piteux état : « Aujourd'hui, ce ne sont plus que ruines, que rouille, que mousses » précise une description datant de 1925. Les murs de certains d'entre eux tenaient encore toutefois debout d'après des photographies de l'époque.

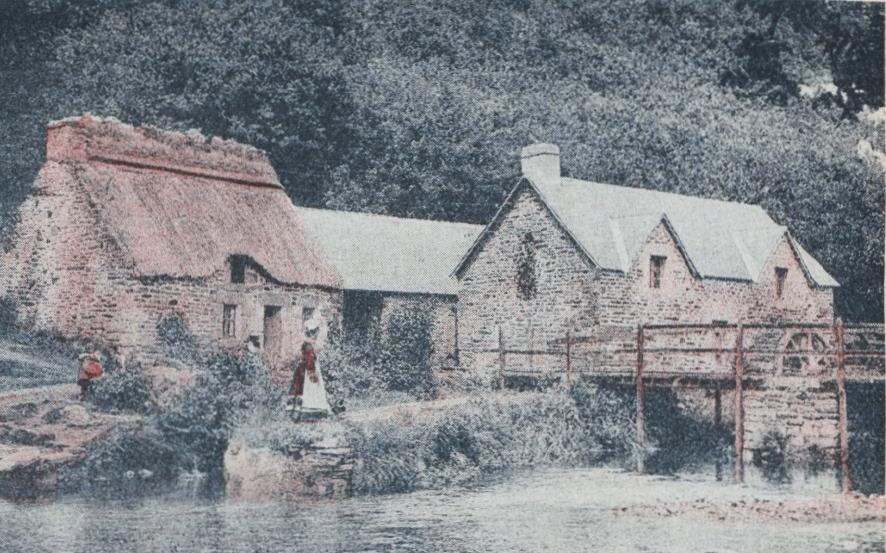
Le moulin du Bois d'Amour en 1921.
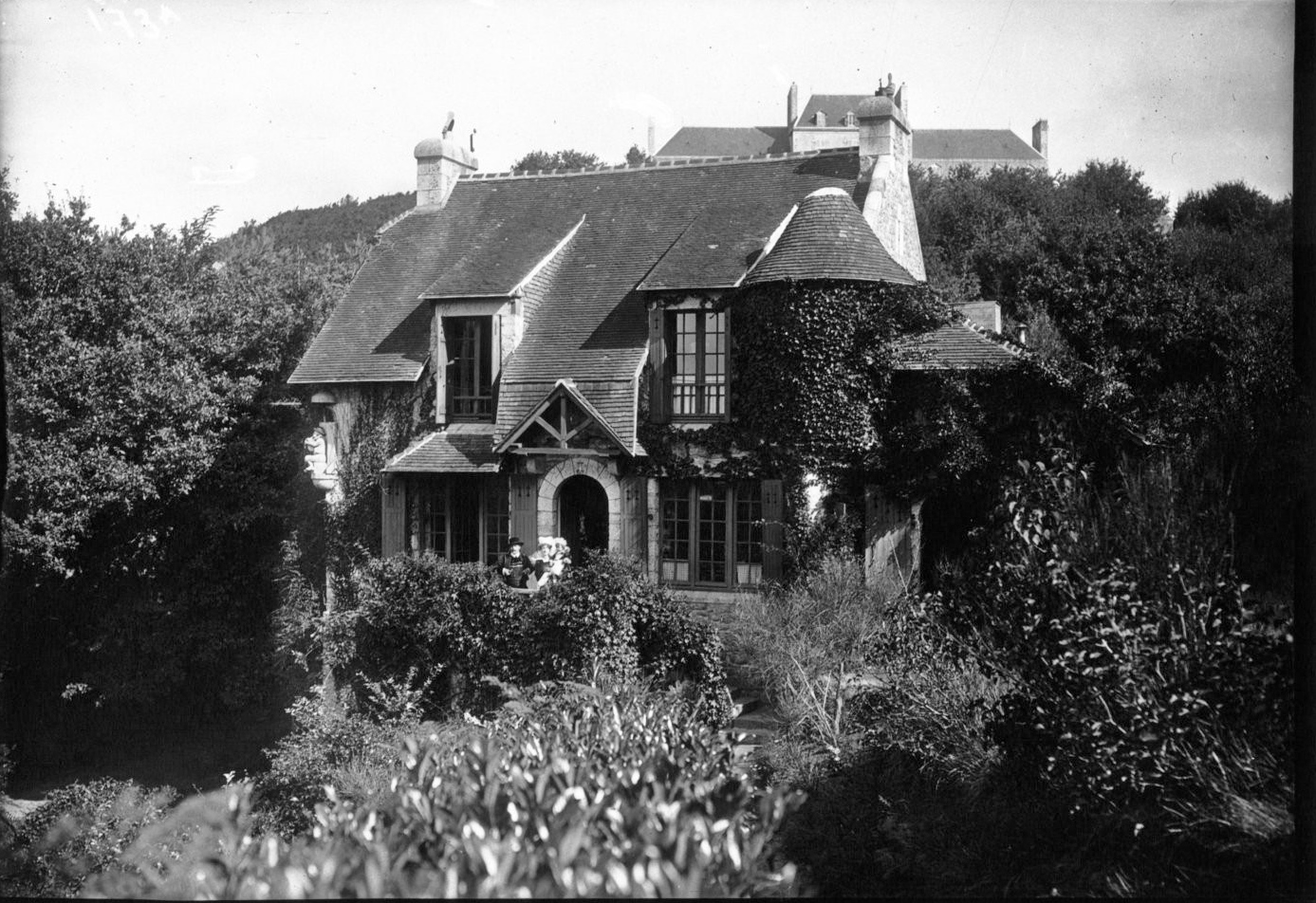
La maison de Théodore Botrel (Ker Botrel) à Pont-Aven en 1922.
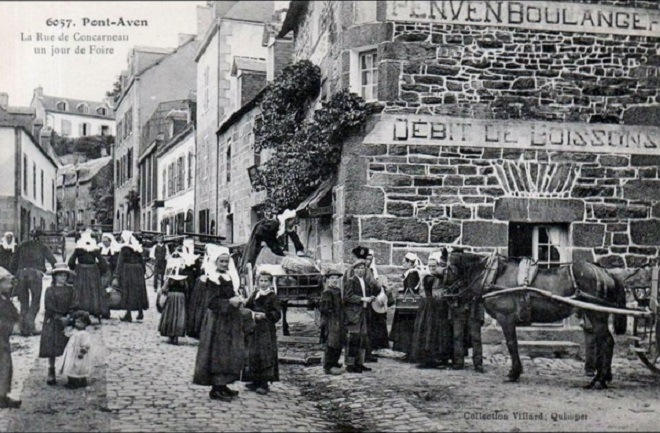
Pont-Aven : la rue de Concarneau un jour de foire (vers 1930).

Laurent Leclaire (1867-1929) fut photographe professionnel à Pont-Aven de 1909 à 1929. On lui doit plusieurs cartes postales illustrant Pont-Aven entre ces deux dates. Robert Gravier lui succéda.
En 1927 six grandes carrières de granite situées le long de la ria de l'aven employaient en tout une cinquantaine d'ouvriers.

#### La Seconde Guerre mondiale

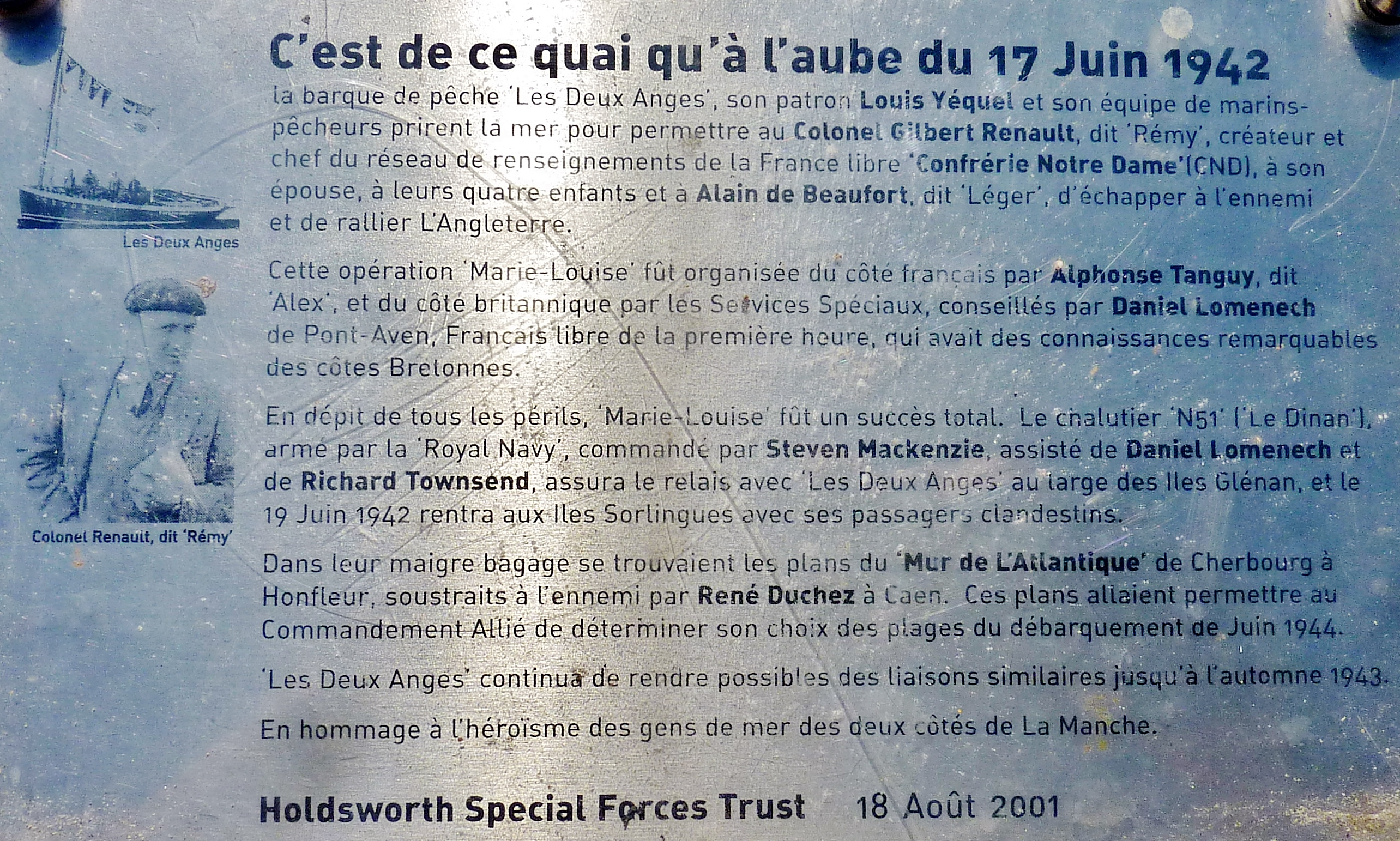
Plaque commémorative du départ de Les Deux Anges le 17 juin 1942.

Le monument aux morts de Pont-Aven porte les noms de 29 personnes mortes pour la France pendant la Seconde Guerre mondiale. Parmi elles, trois résistants : Émile Cravec, les abbés Joseph Tanguy et Francis Tanguy, tous deux arrêtés par la Gestapo le 3 janvier 1944 au presbytère de Pont-Aven pour avoir abrité des aviateurs américains, détenus un temps à la prison Saint-Charles de Quimper, puis déportés le 27 avril 1944 via Compiègne en Allemagne, sont morts dans des camps de concentration en Allemagne. Francis Le Dez est mort lors du bombardement de Mers el-Kébir.
Daniel Lomenech, un Breton originaire de Pont-Aven, s'engagea dans les Forces navales françaises libres. Il fit une trentaine de voyages avec le bateau N 51 pour le compte des services secrets anglais, collaborant notamment avec le commandant David Birkin, le père de Jane Birkin.
Le 17 juin 1942, le colonel Rémy fut évacué vers l'Angleterre à bord du chalutier Les Deux Anges parti de Pont-Aven grâce à des résistants membres de la Confrérie Notre-Dame dirigés par Alphonse Tanguy.

#### Après la guerre
En 1954, Pont-Aven a fusionné avec Nizon, érigée elle aussi en 1790 en commune. Son territoire s'est de ce fait considérablement agrandi. Il se réduisait en effet avant la fusion à la ville et ses proches abords et ne couvrait alors qu'une superficie de 179 hectares.
Un soldat (André Gourmelin) originaire de Pont-Aven est mort pendant la guerre d'Indochine, et quatre autres (Yves Essartier, Alexandre Fauglas, J.C. Sureau, M. Tanguy) sont morts pendant la guerre d'Algérie.
Xavier Grall acheta en 1973 une vieille ferme à restaurer à Bossulan, y écrivant entre autres un recueil intitulé Rires et pleurs de l'Aven. Une promenade et une stèle en granite portant un médaillon à son effigie le commémorent sur les rives de l'Aven.

### LeXXIesiècle
De nos jours, la ville vit surtout du tourisme. En été, lorsque la saison touristique bat son plein, de nombreuses galeries marchandes ouvrent leurs portes. Les peintres y exposent leurs œuvres.

## Politique et administration

### Jumelages
Hofgeismar (Allemagne) depuis 1972

## Démographie
L'évolution du nombre d'habitants est connue à travers les recensements de la population effectués dans la commune depuis 1793. Pour les communes de moins de 10 000 habitants, une enquête de recensement portant sur toute la population est réalisée tous les cinq ans, les populations de référence des années intermédiaires étant quant à elles estimées par interpolation ou extrapolation. Pour la commune, le premier recensement exhaustif entrant dans le cadre du nouveau dispositif a été réalisé en 2005.

En 2022, la commune comptait 2 796 habitants, en évolution de −0,99 % par rapport à 2016 (Finistère : +2,16 %, France hors Mayotte : +2,11 %).
| 1793 | 1800 | 1806 | 1821 | 1831 | 1836 | 1841 | 1846 | 1851  |
| ---- | ---- | ---- | ---- | ---- | ---- | ---- | ---- | ----- |
| 677  | 720  | 615  | 762  | 833  | 824  | 834  | 939  | 1 030 |

| 1856 | 1861  | 1866  | 1872  | 1876  | 1881  | 1886  | 1891  | 1896  |
| ---- | ----- | ----- | ----- | ----- | ----- | ----- | ----- | ----- |
| 986  | 1 060 | 1 065 | 1 131 | 1 267 | 1 388 | 1 516 | 1 589 | 1 657 |

| 1901  | 1906  | 1911  | 1921  | 1926  | 1931  | 1936  | 1946  | 1954  |
| ----- | ----- | ----- | ----- | ----- | ----- | ----- | ----- | ----- |
| 1 746 | 1 827 | 1 927 | 1 750 | 1 792 | 1 678 | 1 818 | 2 040 | 1 806 |

| 1962  | 1968  | 1975  | 1982  | 1990  | 1999  | 2005  | 2006  | 2010  |
| ----- | ----- | ----- | ----- | ----- | ----- | ----- | ----- | ----- |
| 3 699 | 3 684 | 3 530 | 3 295 | 3 031 | 2 960 | 2 934 | 2 953 | 2 844 |

| 2015  | 2020  | 2022  | - | - | - | - | - | - |
| ----- | ----- | ----- | - | - | - | - | - | - |
| 2 823 | 2 831 | 2 796 | - | - | - | - | - | - |

## La peinture à Pont-Aven actuellement
Il est  possible de visiter de nombreuses galeries. La qualité des œuvres est très variable.
À partir de 1992, une nouvelle école de Pop art, Le Hangar't ou École de Nizon se développe à Nizon, autour d'un projet artistique visant à conserver la mémoire iconographique du bourg.

## Gastronomie
La ville de Pont-Aven est connue pour les « galettes de Pont-Aven », commercialisées sous le nom breton Traou Mad, les « bonnes choses » en français. Les galettes de Pont-Aven sont un produit emblématique de la Bretagne au même titre que le pâté "Hénaff" ou les fraises de Plougastel.
C'est le boulanger Isidore Penven  qui, vers 1890, aurait accidentellement inventé la recette des "galettes" de Pont-Aven. Il meurt en février 1914, mais sa veuve reprend l'activité et la recette, épouse un autre boulanger local (Alexis Le Villain, inventeur des "palets" de Pont-Aven) et ensemble ils créent la marque Traou Mad. En 1952 Robert Penven, fils d'Isidore, crée la biscuiterie Isidore Penven ; la rivalité entre les deux entreprises, qui s'installent côte à côte dans la même zone d'activités de Kergazuel, ne les empêche pas de prospérer. La biscuiterie Isidore Penven est reprise en 1976 par Chancerelle, qui la revend en 2016 à Maison Duprez.

## Patrimoine

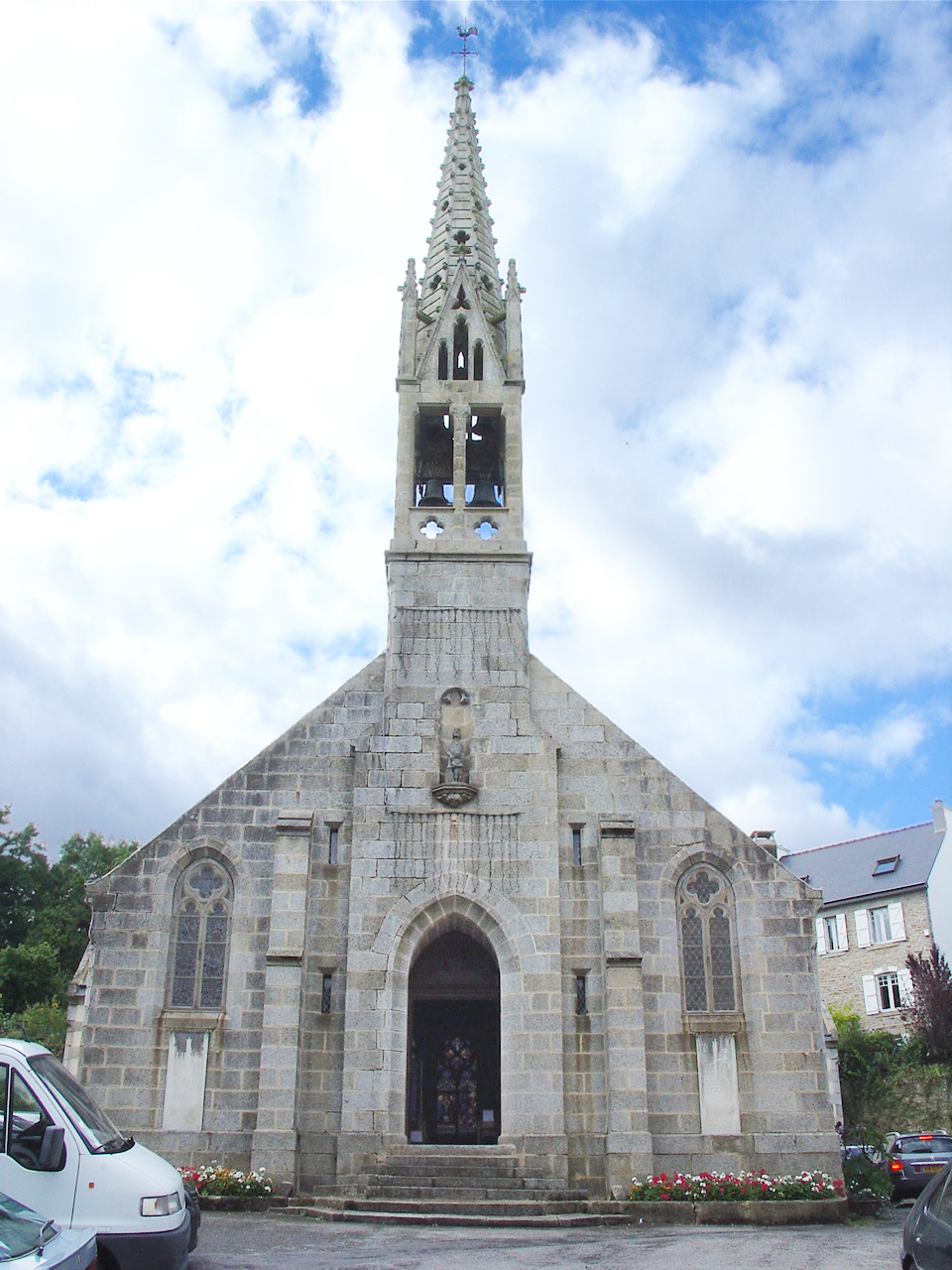
L'église Saint-Joseph.

- Le Musée des beaux-arts de Pont-Aven est ouvert depuis 1985. Il a mené dès ses débuts une importante campagne d'acquisitions et compte actuellement un fonds de 4 500 pièces, allant de l'École de Pont-Aven à l'art contemporain. Après rénovation et agrandissement, il rouvre le 26 mars 2016, vaste de 2 000 m2, répartis sur 7 niveaux[120].

- L'église Saint-Joseph a été reconstruite à la fin du XIXe siècle sur des plans de l'architecte diocésain Joseph Bigot dans un style néo-gothique.
- L'église Saint-Amet de Nizon.
- Les chapelles (situées sur le territoire de l'ancienne commune de Nizon) :
  - la chapelle Notre-Dame-de-Kergornet ;
  - la chapelle Saint-André ;
  - la chapelle Saint-Sylvestre de Kergazuel ;
  - la chapelle Notre-Dame de Trémalo.

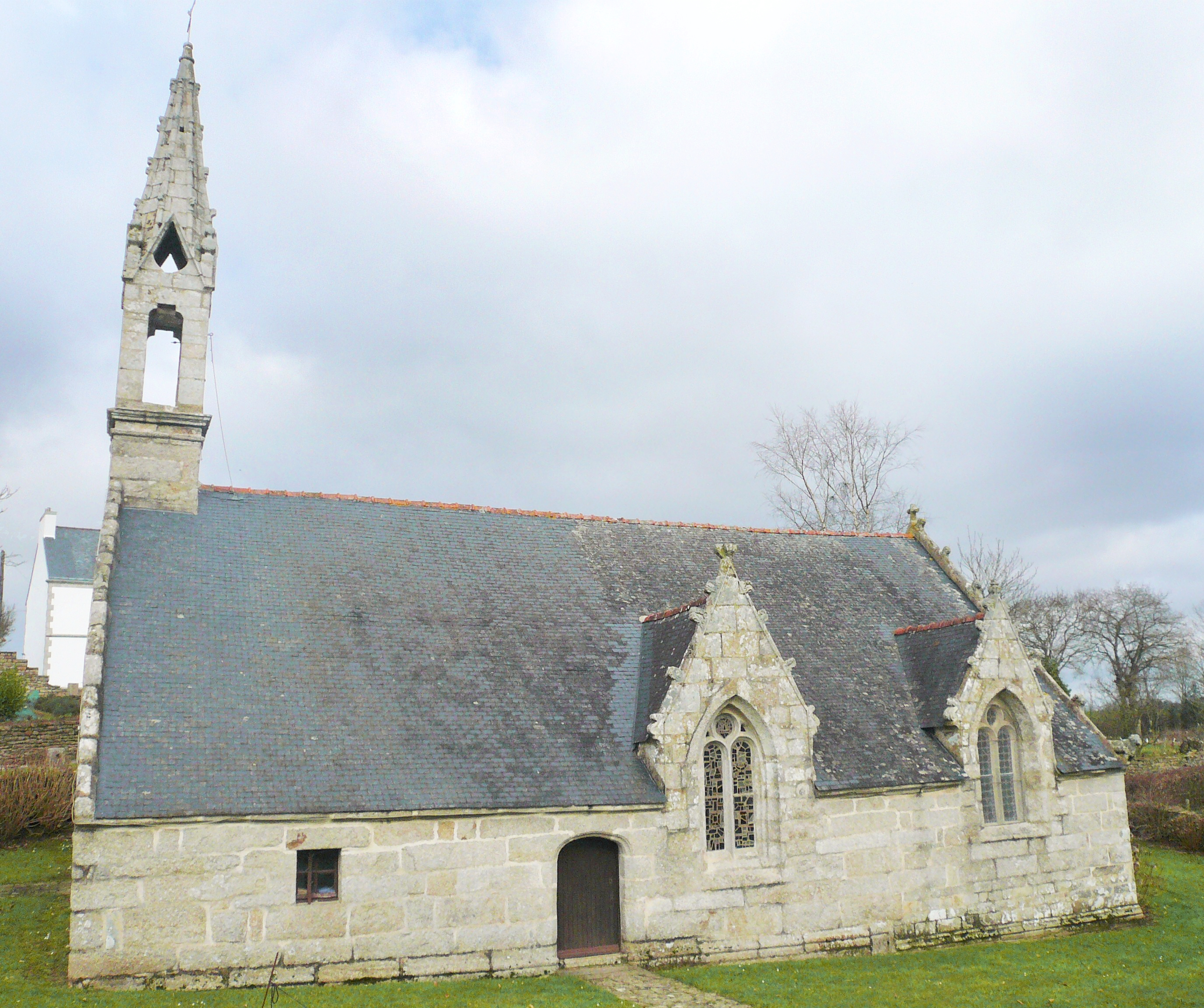
La chapelle Notre-Dame de Kergornet.
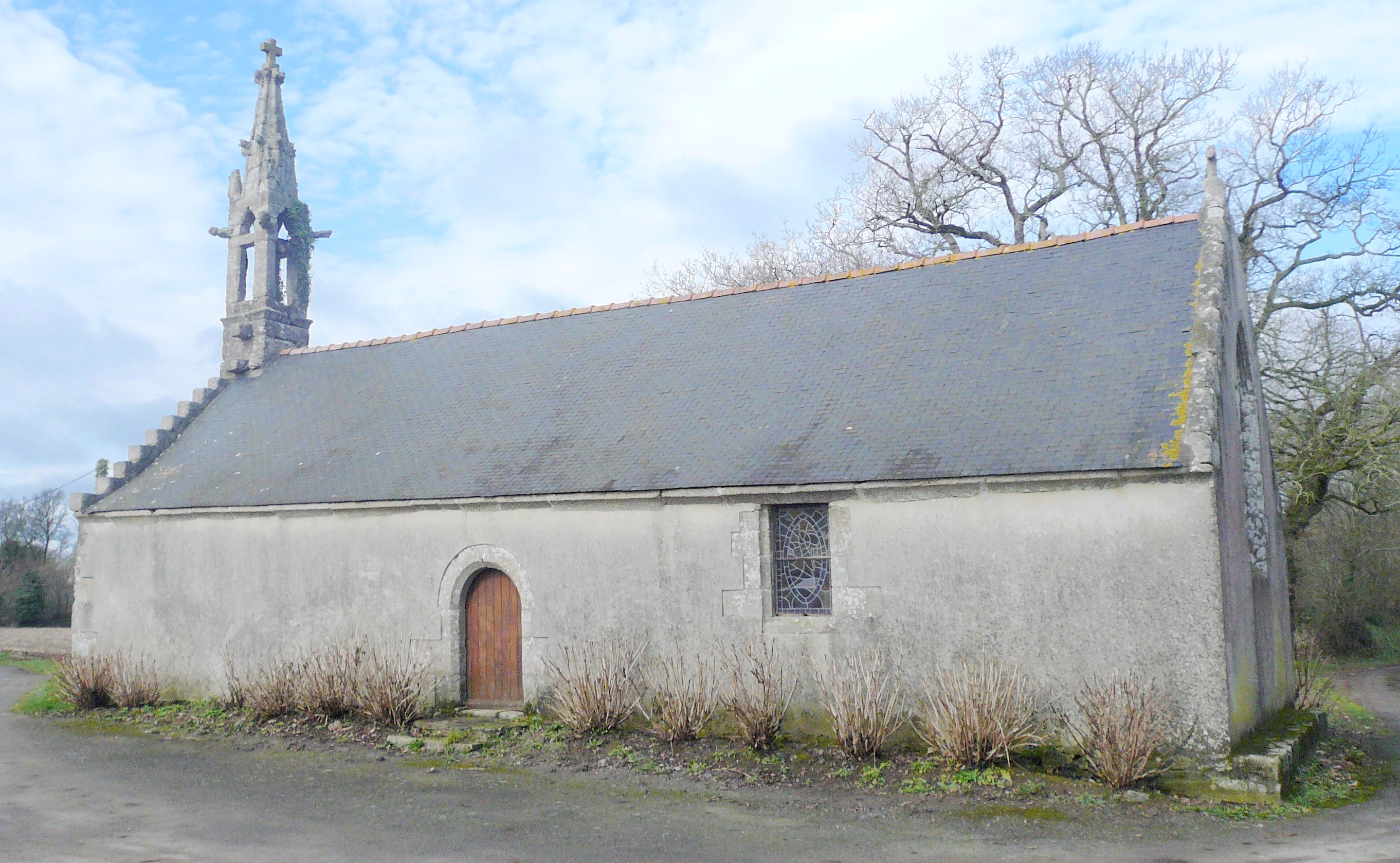
La chapelle Saint-Sylvestre à Kerzaguel.
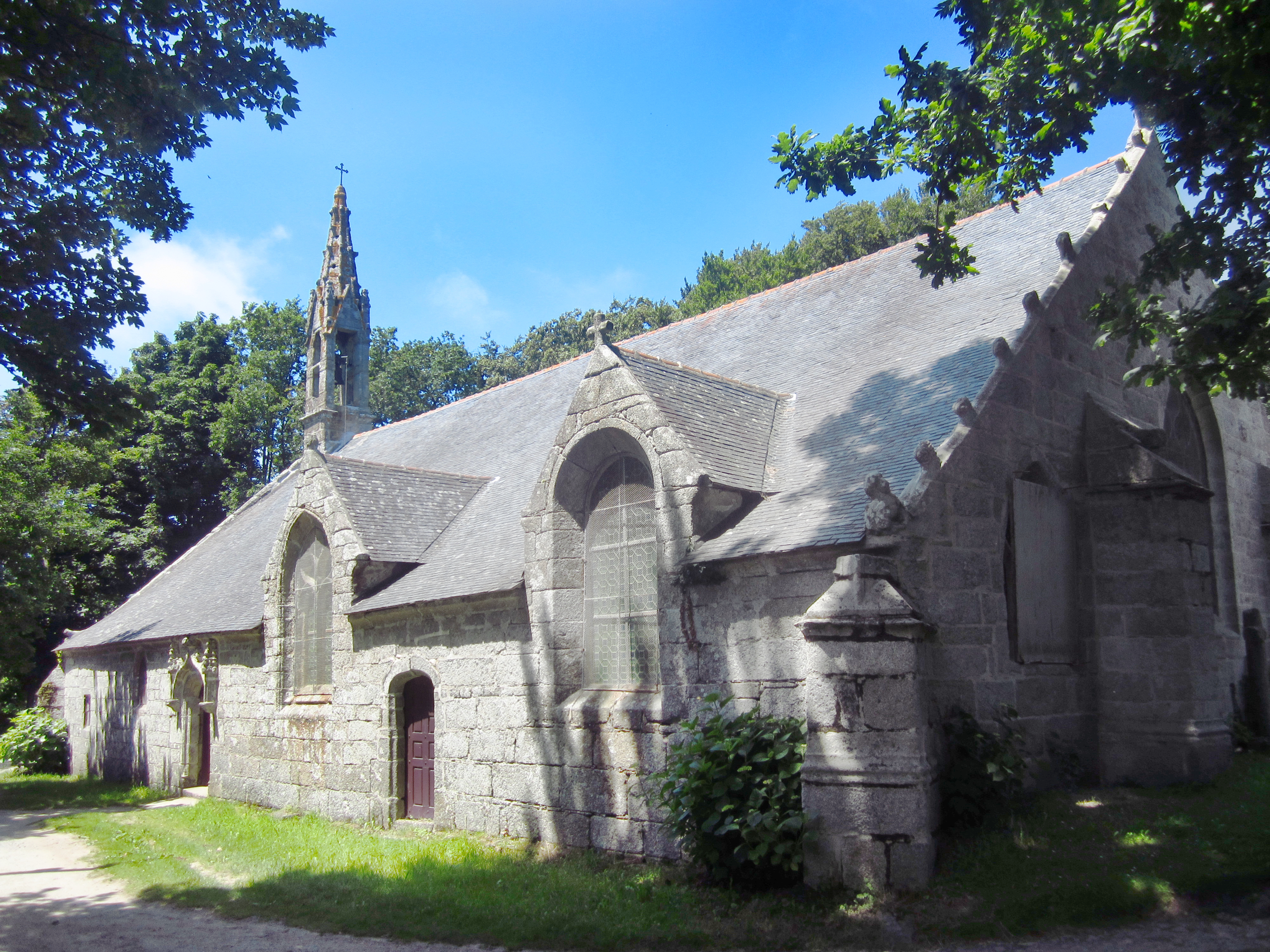
La chapelle de Trémalo.
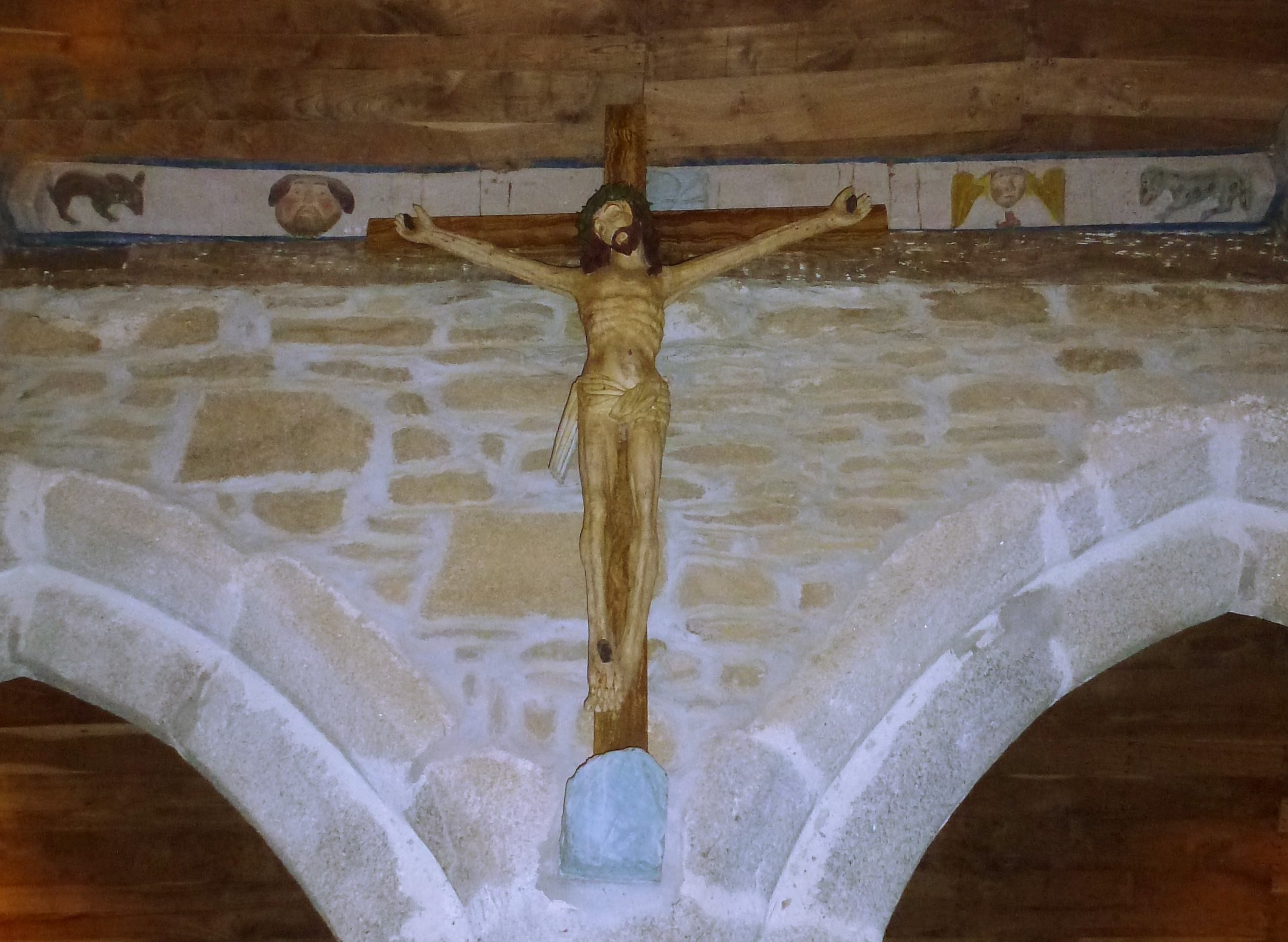
Chapelle de Trémalo : statue du Christ en croix [c'est cette statue qui a inspiré Paul Gauguin pour son tableau Le Christ jaune].

- Dans le centre-ville, on peut admirer quelques maisons anciennes, rue des Meunières ou place Delavallée. Les plus anciennes datent du XVe siècle.
- La ville des meunières possède encore quelques moulins, certains en l'état de vestiges, d'autres encore debout. Citons le moulin du Grand Poulguin (transformé en restaurant), le moulin de Rosmadec (restaurant gastronomique renommé), le moulin David (peint par Gauguin). Ajoutons la minoterie Le Dérout, toujours en fonctionnement et témoignant du passé meunier de la ville.
- Sur les coteaux, au-dessus du port, on peut admirer des villas datant de la fin du XIXe siècle et du début du XXe siècle. Rive droite, sur le coteau de Keremperchec, signalons la ferme du même nom, bel ensemble de chaumières du XVIIIe siècle restauré récemment (présence d'un puits monumental daté de 1788), inaccessible au public. Rive gauche, sur le coteau de Saint-Guénolé, on peut admirer les deux villas du chanteur Théodore Botrel, construites successivement (Castel-Brizeux et Kerbotrel) sur les plans de l'architecte Charles Chaussepied.
- Le manoir de Lezaven, propriété privée, a longtemps été prisé des artistes, certains y ont été logés. Il a appartenu à Étienne Manac'h, ambassadeur de France en Chine de 1969 à 1975.
- Le château de Castel Grannec - XVe et XVIe siècles.
- Le viaduc de l'ancienne voie de chemin de fer rappelle que la ville a également été une gare sur une ligne ferroviaire de Quimperlé à Concarneau.
- D'autres monuments de la commune sont situés sur l'ancien territoire de la commune de Nizon.
- Pont-Aven possède également un navire classé au titre des monuments historiques depuis le 28 mai 2012 : le Minahouet II, bateau de plaisance cotre à tapecul, construit en 1912 au chantier naval Foncillon de Saint-Georges-de-Didonne. Il a le label BIP (Bateau d'intérêt patrimonial)[121] de la Fondation du patrimoine maritime et fluvial depuis 2008. Son immatriculation est LO 289015 (quartier maritime de Lorient)[122].

## Personnalités liées à Pont-Aven et Nizon
La liste ci-après ne reprend pas les noms des peintres précédemment cités.
- Théodore Hersart de La Villemarqué, né en 1815 au château du Plessis-Nizon

## Divers

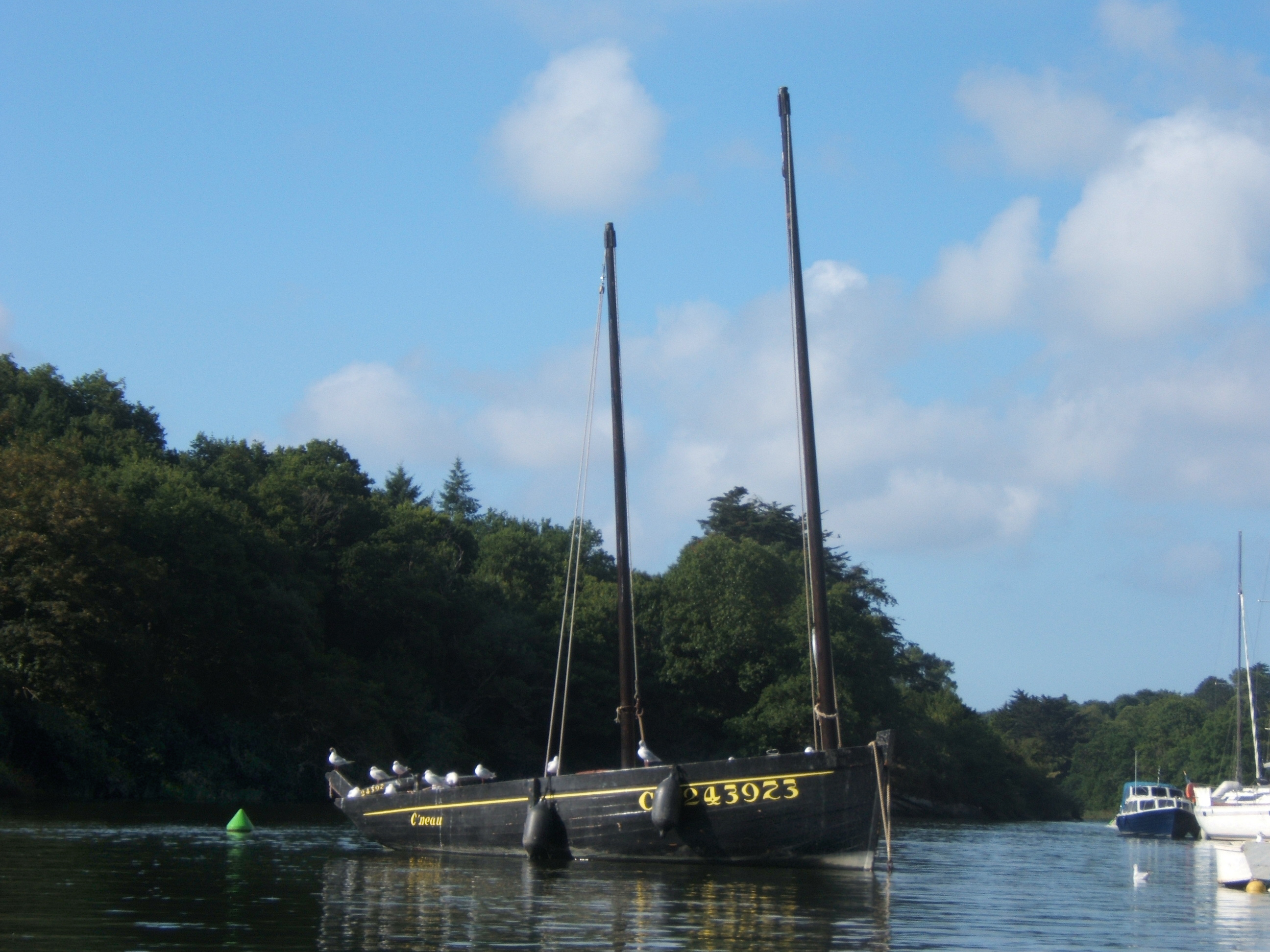
Gréement traditionnel mouillant sur l'Aven à Pont-Aven.

- L'auteur de la chanson La Paimpolaise, Théodore Botrel, est inhumé à Pont-Aven où il vécut une partie de vie.
- C'est à Pont-Aven que fut tourné en avril 1975 le film de Joël Séria, avec Jean-Pierre Marielle intitulé Les Galettes de Pont-Aven.